# Chełm
Chełm (pod koniec XVIII wieku stosowana też pisownia Hełm) – miasto na prawach powiatu we wschodniej Polsce, w województwie lubelskim. Leży 42 km od granicy z Białorusią i 21 km od granicy z Ukrainą w pobliżu przejścia granicznego w Dorohusku. Leży nad rzeką Uherką, lewym dopływem Bugu, jest trzecim co do liczby ludności miastem w województwie.
Chełm to jedno z najstarszych miast wschodniej Polski, którego dzieje sięgają czasów przedpiastowskich. Miasto słynie z podziemnego labiryntu kredowych korytarzy – Chełmskich Podziemi Kredowych, a także Góry Chełmskiej – miejsca o bogatym znaczeniu historycznym i religijnym, z Bazyliką Narodzenia Najświętszej Maryi Panny, będącą jednym z najważniejszych punktów pielgrzymkowych regionu. 
Chełm położony jest na terenie historycznej Rusi Czerwonej. Miasto królewskie lokowane w 1392, do czasu rozbiorów położone w województwie ruskim Korony Królestwa Polskiego. Należało do starostwa chełmskiego w 1570. Chełm uzyskał prawo składu w 1541. Miasto rządowe Królestwa Kongresowego, położone było w 1827 w powiecie chełmskim, obwodzie krasnostawskim województwa lubelskiego. W latach 1912–1915 wyłączone z terytorium Królestwa wraz z gubernią chełmską. Stolica historycznej ziemi chełmskiej, guberni chełmskiej, województwa chełmskiego 1975–1998 i kilkakrotnie powiatu.
Miasto wyróżnia się bogatą historią dawnego styku trzech kultur: polskiej, ruskiej i żydowskiej.
Chełm liczy 56 127 mieszkańców (stan na dzień 31.12.2023).

## Geografia

### Położenie i ukształtowanie terenu
Chełm leży w zachodniej części Polesia Wołyńskiego, na południowo-wschodnim skraju Pagórów Chełmskich i Obniżeniu Dubieńskim. Najwyższym punktem jest wzniesienie Góra Chełmska sięgające 237 m n.p.m., najniższym dolina Uherki w rejonie Bieławina – ok. 179 m n.p.m.
Podłoże glebowe stanowią głębokie warstwy kredy pochodzące z okresu kredy, kiedy to dzisiejsze tereny Chełma stanowiły dno ówczesnego oceanu.

### Klimat
Chełm znajduje się pod wpływem klimatu kontynentalnego. Zachodnie masy powietrza znad Atlantyku mają mniejsze znaczenie niż w innych regionach Polski. Najcieplejszym miesiącem jest lipiec, w którym średnia temperatura waha się od 14 °C do 25 °C. Najzimniejszym miesiącem jest styczeń (temperatura waha się od −6 °C do 0 °C). Średnia roczna temperatura wynosi ok. 8 °C. Średnia roczna suma opadów wynosi ok. 550 mm. Największe ich natężenie przypada na lipiec (90 mm). Zimy są mroźne i śnieżne, pokrywa śnieżna przeciętnie zalega 85 dni. Pierwszy śnieg zwykle spada ok. 20 listopada, a ostatecznie zanika 15–25 marca. Długotrwałe odwilże w czasie trwania zimy nie są rzadkim zjawiskiem, choć zdarzają się też silne mrozy, w których temperatura spada od −20 do −25 °C. Długość okresu wegetacyjnego wynosi 220 dni. Lata są stosunkowo ciepłe i słoneczne. Średnia liczba dni w roku z temperaturą powyżej 25 °C wynosi 49, w temperaturą powyżej 30 °C jest 11. Czasem zdarzają się upały, w których temperatura przekracza 35 °C. Okres bez przymrozków trwa od połowy kwietnia do połowy października, choć mogą się zdarzać także w maju i we wrześniu. Klimatyczne lato, w którym średnia dobowa temperatura przekracza 15 °C trwa od końca maja do początku września.

### Środowisko naturalne

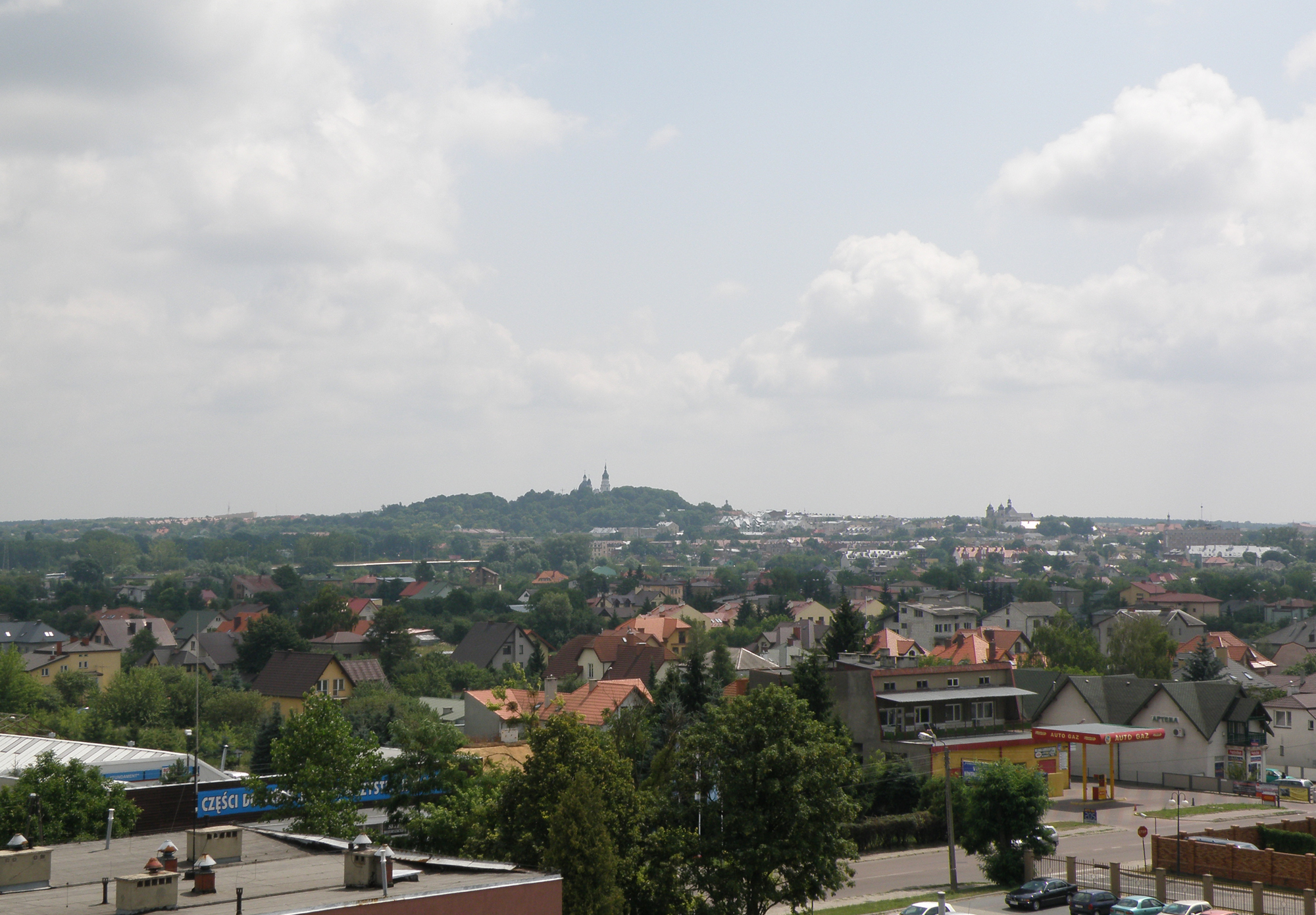
Chełm – panorama miasta

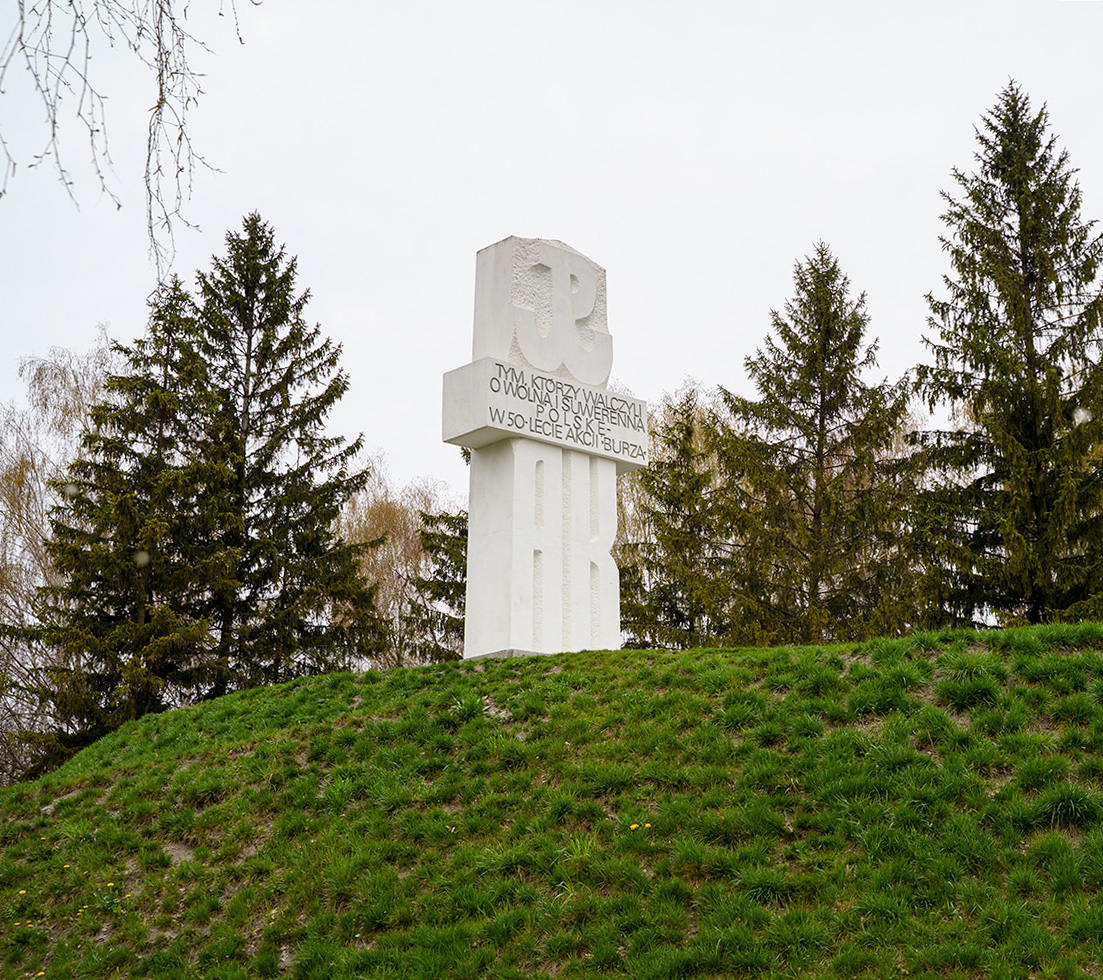
Park Miejski, pomnik Akcji Burza AK

Przy północno-zachodnim skraju Chełma zlokalizowany jest las Kumowa Dolina, a od strony wschodniej las Borek. Przy wschodniej granicy lasu Borek mieści się liczący 1,12 ha, rezerwat przyrody Wolwinów (ochrona stanowiska roślinności stepowej, m.in. wiśnia karłowata, oleśnik górski i gorysz alzacki).
W Chełmie znajduje się 5 parków miejskich (m.in. park leśny przy ulicy Hrubieszowskiej z gatunkami takimi jak orzech szary, korkowiec amurski, iglicznia trójcierniowa) i 13 pomników przyrody (m.in. wzgórze widokowe „Grodzisko”, płat roślinności kserotermicznej „Borek”, ajlant gruczołowaty, iglicznia trójcierniowa, modrzew europejski, wiąz szypułkowy, jesion wyniosły, miłorząb dwuklapowy). Występują także rzadkie gatunki fauny, takie jak m.in. derkacz, płomykówka, puszczyk, uszatka, dzierlatka.
Niedaleko miasta zlokalizowany jest Chełmski Park Krajobrazowy, obejmujący kompleksy leśne Stańków i Żalin oraz torfowiska węglanowe (występują w nich ekosystemy torfowiskowe i kserotermiczne związane z budową geologiczną podłoża, będące ostoją rzadkich roślin i zwierząt). W parku występuje ok. 40 gatunków roślin chronionych oraz 22 wpisane na listę zagrożonych (m.in. kłoć wiechowata, języczka syberyjska, starzec cienisty, tłustosz dwubarwny). Wśród zwierząt można wymienić m.in.: wodniczkę, derkacza, dubelta, kulika wielkiego, błotniaka łąkowego, żółwia błotnego, strzępotka edypus.
Według wojewódzkiego raportu o stanie środowiska jakość środowiska naturalnego w Chełmie jest w odniesieniu do innych porównywalnych miast Polski dość dobra. Pomimo działającej w bezpośrednim sąsiedztwie miasta cementowni (w latach 80. XX wieku zamontowano na wszystkich urządzeniach technologicznych urządzenia odpylające) jakość powietrza i gleb w mieście jest zadowalająca.
Również rosnący ruch drogowy nie doprowadził do przekroczenia krytycznej granicy zanieczyszczenia hałasem (75dB) nawet w najgłośniejszych częściach miasta.
W obliczu zobowiązań Polski wobec wymagań Ramowej Dyrektywy Wodnej wyznaczającej jako cel dobry stan wód, III klasa czystości wody w Uherce jest niezadowalająca, chociaż lepsza niż czystość większości rzek w woj. lubelskim.

## Demografia
Na początku XX wieku Polacy stanowili tylko jedną trzecią mieszkańców Chełma. Dominującą grupą w samym Chełmie w ówczesnym czasie byli Żydzi, którzy stanowili ponad połowę wszystkich mieszkańców. Obecność garnizonu wojskowego w czasach zaboru rosyjskiego powodowała, że w mieście mieszkało wielu Rosjan, wojskowych i ich rodzin, którzy wyjechali po 1915 roku. Niewielki odsetek mieszkańców Chełma stanowili także Rusini (Ukraińcy) i Niemcy. W okresie międzywojennym (1918–1939) Chełm był zamieszkały głównie przez Polaków i Żydów. Po 1945 r. Chełm podobnie jak reszta kraju stał się niemal jednolity narodowościowo.
Chełm charakteryzuje się wysoką dynamiką związaną z ubytkiem osób w wieku przedprodukcyjnym. W ciągu 20 lat ta kategoria zmniejszyła się o 48,94%. Miasto ma także niski przyrost naturalny co rzutuje na stosunek liczby osób w wieku poprodukcyjnym do reprezentantów wieku przedprodukcyjnego. Prognozy wskazują, że w 2040 roku w Chełmie będzie żyło 15 105 osób w wieku poprodukcyjnym. Największą liczbę ludności Chełm odnotował 30 czerwca 1999 - 70 724 mieszkańców. Od tego czasu liczba mieszkańców z roku na rok stale spada.

## Nazwa miasta

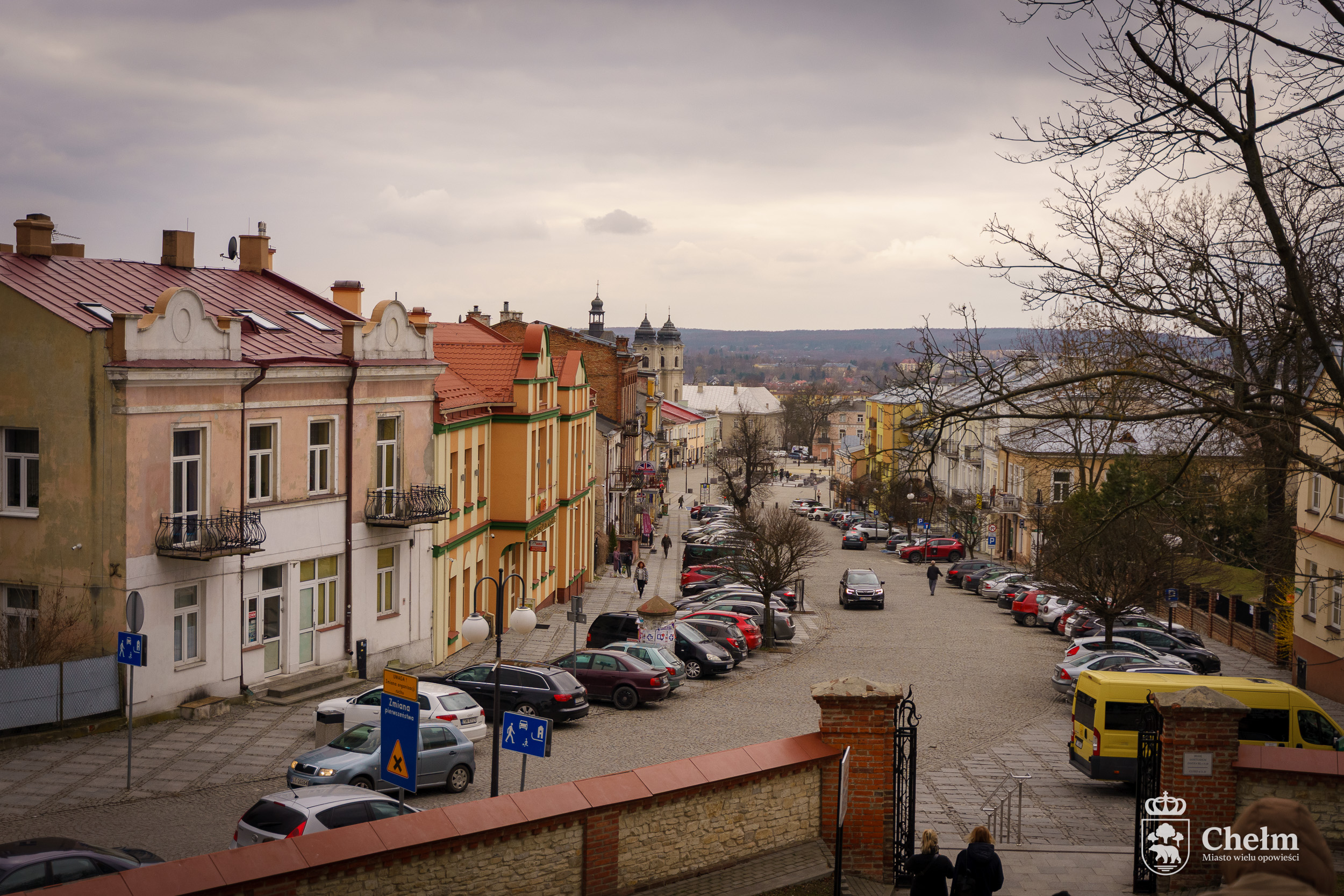
Ulica Lubelska przy sanktuarium maryjnym na Górze Chełmskiej

Polskie słowo chełm "wzgórze" pochodzi z prasłowiańskiego (xъlmъ). W tym wypadku odnosi się do centralnego wzniesienia miasta, Góry Chełmskiej (Górki). Od tego samego słowa pochodzi nazwa Chełmno.

## Historia

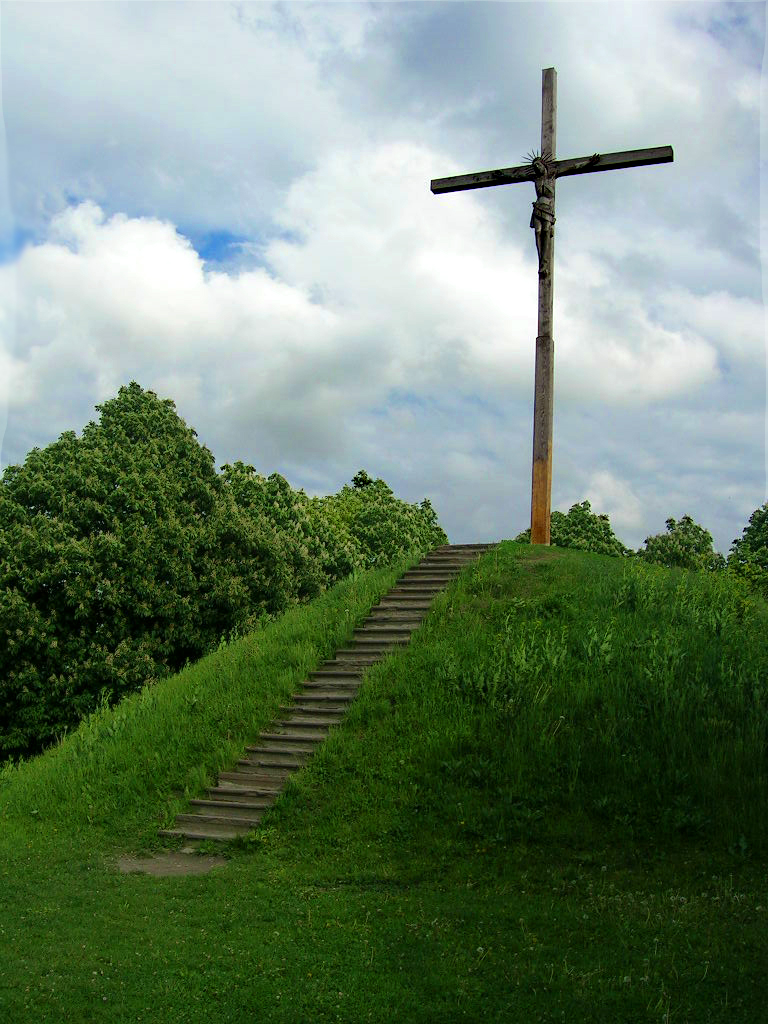
Kopiec Niepodległości na Wysokiej Górce (2006)

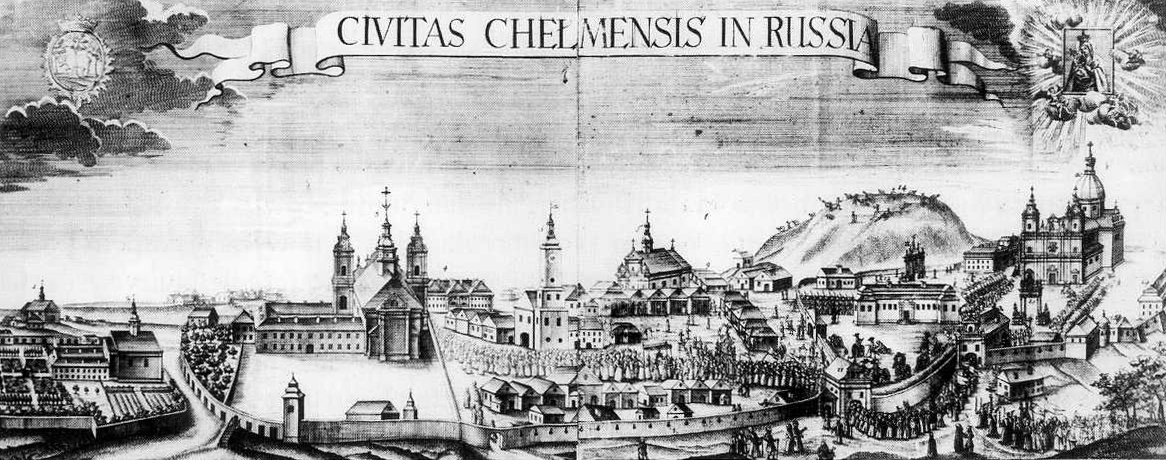
Najstarszy widok Chełma, XVIII w.

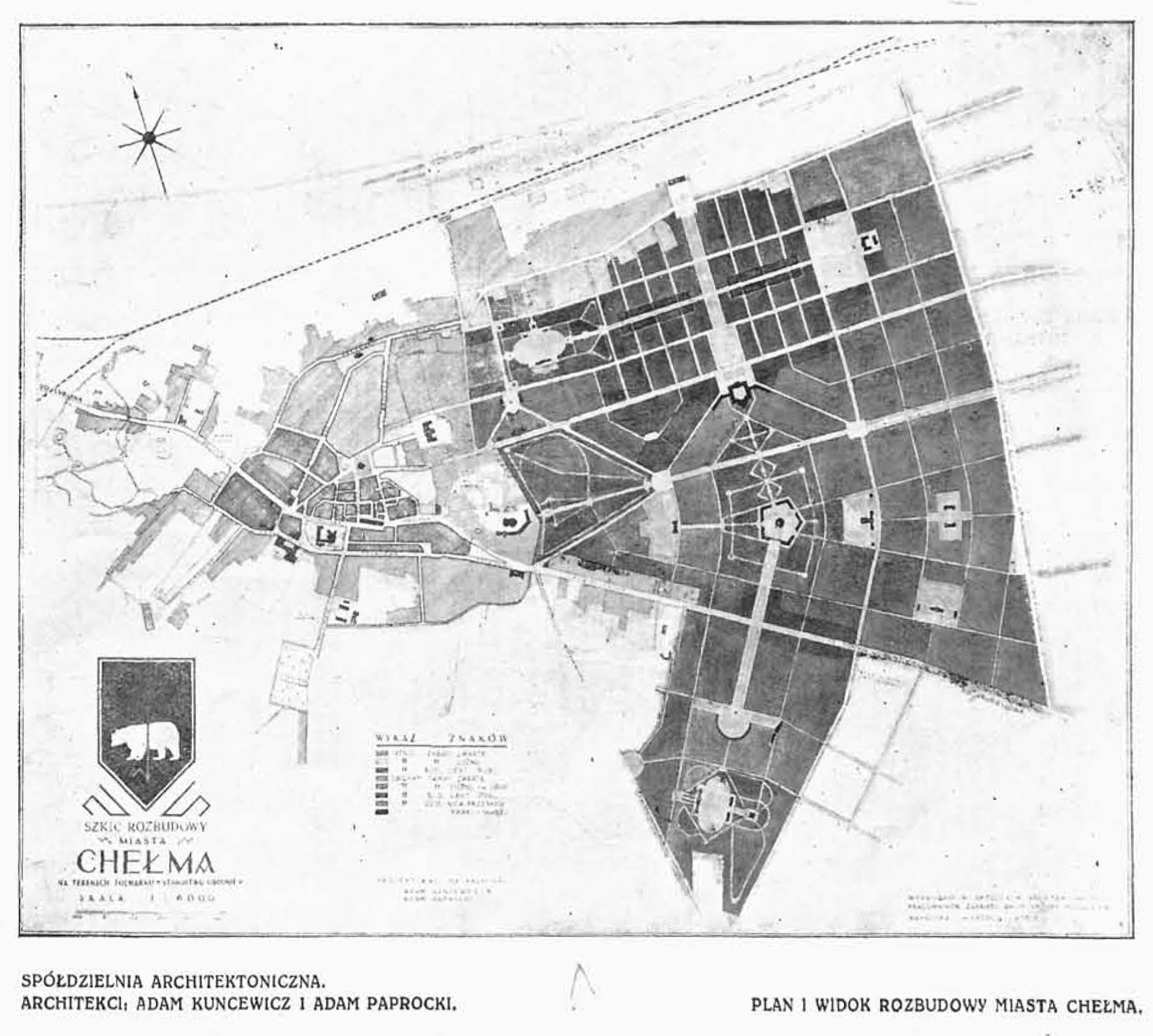
Plan rozbudowy Chełma (1926) – dzielnica Nowe Miasto

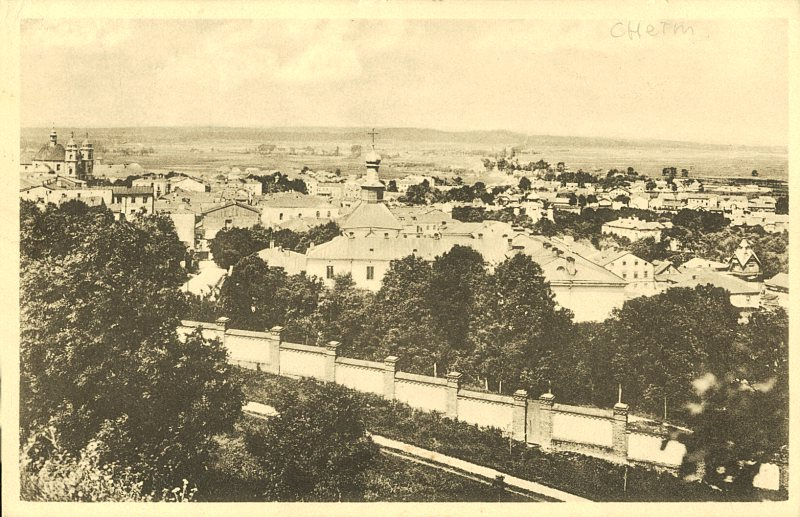
Fotografia Chełma z początku XX wieku

Na podstawie badań archeologicznych, przeprowadzonych m.in. w Łowczy, Bukowej, Okuninki stwierdzono, że początki osadnictwa na tych ziemiach sięgają epoki paleolitycznej. Odkryte przedmioty wskazują na nieprzerwany ciąg osadniczy na przestrzeni kolejnych epok. Natomiast na terenie samego Chełma osadnictwo rozpoczęło się na początku naszej ery. Zamieszkiwała go wówczas ludność kultury przeworskiej. W X wieku na Wysokiej Górce istniał gród drewniano-kamienny. Na przełomie VII i VIII wieku tereny miasta obejmował związek plemienny Lędzian z siedzibą w Sandomierzu. Tereny międzyrzecza Wieprza i Bugu zostały wzmocnione przez wybudowanie sieci grodów – nazwanych później Grodami Czerwieńskimi.
W 981 roku Chełm został zdobyty na „Lachach” i opanowany przez Włodzimierza, od tego czasu do XIV wieku wchodził z przerwami w skład Rusi Kijowskiej.
Około 1240 książę Daniel Halicki przeniósł swoją siedzibę z Halicza do Chełma, który został stolicą księstwa halicko-włodzimierskiego. W latach 1378–1387 podporządkowane Węgrom. W 1387 Chełm został ponownie włączony do Polski. Od 1392 posiada prawa miejskie.
W XV w. stał się siedzibą trzech sądów szlacheckich pierwszej instancji: grodzkiego, ziemskiego (chełmskiego) i ziemskiego (horodelskiego).
W wiekach XVI – XVIII wydobywano tam kredę. W latach 1220–1596, 1905–1915, 1940–1944 siedziba biskupstwa prawosławnego, 1596–1875 siedziba biskupstwa unickiego, 1349–1807 biskupstwa rzymskokatolickiego. W mieście znajdowała się również jedna z większych gmin żydowskich.
W 1648 spalony przez Kozaków Bohdana Chmielnickiego. 8 czerwca 1794 poniósł tam klęskę korpus gen. Józefa Zajączka (podczas insurekcji kościuszkowskiej). Od 1795 miasto znajdowało się w zaborze austriackim, od 1809 w Księstwie Warszawskim, a od 1815 w Królestwie Polskim pod zaborem rosyjskim. W latach 1867–1912 oraz od 1915 roku Chełm był stolicą powiatu. W latach 1912–1915 został stolicą samodzielnej guberni wyłączonej z granic Królestwa Polskiego. W 1877 doprowadzono do miasta kolej. Przekazano ją do użytku 17 sierpnia 1877 roku, a Chełm w ten sposób stał się jednym z miast, przez które przebiegała Kolej Nadwiślańska.
W listopadzie 1918 Chełm ponownie znalazł się w Polsce. Dla wykorzystania potencjału miasta, jego infrastruktury kolejowej i centralnego położenia na ziemiach wschodnich, w początkach lat 20. XX wieku podjęto strategiczną dla miasta decyzję o przeniesieniu z Radomia do Chełma Wschodniej Okręgowej Dyrekcji Kolei Państwowych i związanej z tym wielkiej rozbudowie Chełma. W latach 1926–1939 założono modernistyczną dzielnicę Nowe Miasto, rozplanowaną na obszarze 432 ha (ponad 7-krotnie przekraczającym obszar miasta wcześniej istniejącego), którą pod względem jej skali zaliczyć należy do największych inwestycji niepodległej Polski. W latach 1928–1939 dla nowej dzielnicy i Starego Miasta wybudowano również pierwsze wodociągi i kanalizację z oczyszczalnią ścieków na Bieławinie.
W okresie międzywojennym w mieście stacjonowały 7 Pułk Piechoty Legionów z 3 Dywizji Piechoty Legionów oraz 2 Pułk Artylerii Ciężkiej im. Hetmana Jana Zamoyskiego. 24 września 1933 r. z udziałem prezydenta RP Ignacego Mościckiego odsłonięto na placu koszar chełmskich pomnik ku czci poległych żołnierzy 7 Pułku Legionów. W 1938 sformatowano tu Batalion ON "Chełm" w składzie Wołyńskiej Półbrygady ON.
We wrześniu 1939, w czasie niemieckiej agresji na Polskę, w Chełmie uruchomiono wojskową tzw. policyjną zaporę pomagającą zabłąkanym żołnierzom polskim dotrzeć do formowanych jednostek Wojska Polskiego.
8 września niemieckie lotnictwo dokonało nalotu na miasto liczące wówczas 35 570 mieszkańców. 8 października 1939 wojska niemieckie zajęły miasto. 12 stycznia 1940 na terenie szpitala psychiatrycznego żandarmeria rozstrzelała 440 osób. W październiku 1940 utworzono zamknięte getto dla ludności polskiej pochodzenia żydowskiego. Od lipca 1941 do kwietnia 1944 na terenie miasta funkcjonował jeden z największych niemieckich obozów jenieckich na ziemiach polskich Stalag 319, przez który przeszło około 200 000 jeńców, z czego około 90 000 poniosło śmierć. W czasie okupacji niemieckiej w rejonie Chełma działały konspiracyjne organizacje zbrojne AK, NOW, NSZ i BCh.
21 lipca 1944 Chełm, w wyniku operacji brzesko-lubelskiej, został zdobyty przez Armię Czerwoną i współdziałających z nią żołnierzy Armii Krajowej. Przez kilka dni był nieformalną stolicą Polski. Władze powojenne podawały miasto jako miejsce uchwalenia Manifestu Polskiego Komitetu Wyzwolenia Narodowego (w rzeczywistości został uchwalony w Moskwie 20 lipca 1944 i również tam ogłoszony). 24 lipca do Chełma przyjechał przedstawiciel nowych władz samorządowych, późniejszy wojewoda lubelski, kpt. Kazimierz Sidor. Od 24 do 28 lipca do miasta przybywali kolejni członkowie Polski Komitet Wyzwolenia Narodowego. W końcu lipca w mieście zaistniała faktyczna dwuwładza: PKWN i Delegatury Rządu na Kraj oraz związanej z nią Rady Miejskiej.
W latach 1975–1998 siedziba województwa, a od 1999 miasto na prawach powiatu i siedziba powiatu chełmskiego (odrębne jednostki samorządu terytorialnego).

### Chełm w stosunkach polsko-ruskich i polsko-ukraińskich

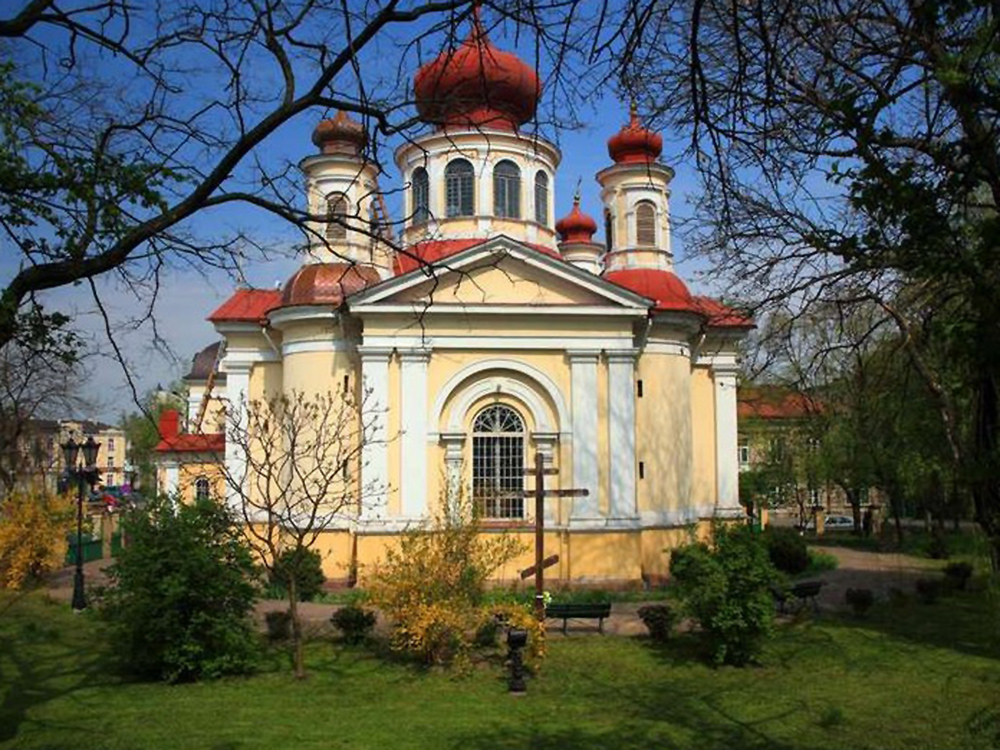
Prawosławna cerkiew konkatedralna św. Jana Teologa

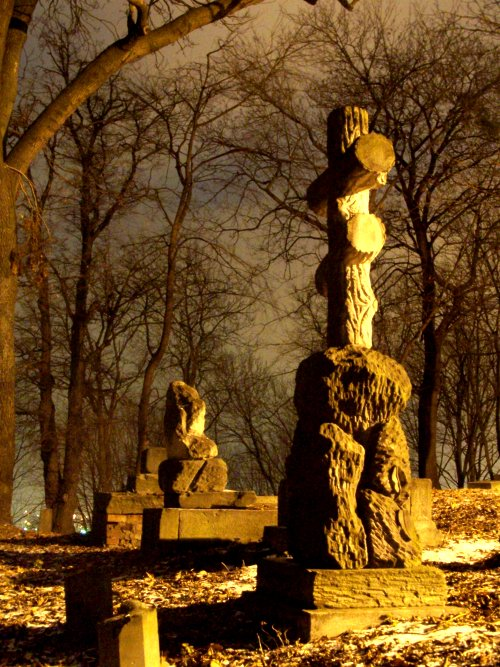
Cmentarz prawosławny na Górze Chełmskiej z połowy XIX w

Chełm i ziemia chełmska związane są ściśle z historią Rusi Kijowskiej. Od wieków zamieszkiwane były także przez Rusinów. Z okolic Chełma wywodziły się ukraińskie osobistości jak Mychajło Hruszewski, Pyłyp Pyłypczuk czy Antin Wasyńczuk.
Na początku I wojny światowej powstała koncepcja carskiego ministra spraw zagranicznych Siergieja Sazonowa, przewidująca powstanie autonomicznego państwa polskiego, tzw. plan Sazonowa.
Jednak ziemia chełmska, uważana przez administrację carską za rdzennie ruską (pomimo polskiej większości), miała nie wchodzić w skład tego tworu. Dopiero po upadku Imperium Rosyjskiego i po zakończeniu wojen: I światowej, polsko-ukraińskiej i polsko-bolszewickiej, ziemia chełmska, czyli regjon Chełma (z 23,1% mniejszością ukraińską) stał się ponownie częścią Rzeczypospolitej. Starając się silniej utrwalić wielowiekowy związek z kulturą polską nowa administracja przekazała kościołowi rzymskokatolickiemu w 1919 zespół cerkiewno-klasztorny na Górze Chełmskiej, dotychczasową siedzibę diecezji prawosławnej, którą formalnie władze polskie rozwiązały w 1922. Nie pozwoliły one także na otwarcie szkół z ukraińskim językiem wykładowym. Mimo to rosła świadomość narodowa Ukraińców, co przyczyniło się do wzrostu napięć między Polakami i Ukraińcami, także i w Chełmie. Wzajemne stosunki popsuły się, gdy w 1938 władze na Chełmszczyźnie zburzyły 127 świątyń prawosławnych, w tym 91 cerkwi, 10 kaplic i 26 domów modlitwy.
II wojna światowa i okupacja niemiecka doprowadziły do kulminacji konfliktu. Oprócz wielu ukraińskich jednostek kolaborujących z III Rzeszą, jedną z głównych organizacji zabiegającą o realizację swojej wizji niepodległego państwa ukraińskiego, w którego skład miały wchodzić także tereny tzw. Zakierzońskiego Kraju (do którego zaliczano ziemię chełmską) należeli nacjonaliści ukraińscy z Organizacji Ukraińskich Nacjonalistów (OUN). Ukraińcy uzyskali od niemieckich władz okupacyjnych pozycję uprzywilejowaną w stosunku do Polaków i rozpoczęli ukrainizację ziemi chełmskiej. W Chełmie tymczasem niemiecka administracja przywróciła zespół cerkiewno-klasztorny na Górze Chełmskiej odtworzonej diecezji prawosławnej (diecezja chełmsko-podlaska Autokefalicznego Kościoła Prawosławnego w Generalnej Guberni). W 1942 roku nasiliły się na ziemi chełmskiej pojedyncze egzekucje na przedstawicielach obu narodów posądzanych o kolaborację z okupantem. Wkrótce doszło do ludobójstwa dokonanego przez ukraińskich nacjonalistów na obywatelach polskich, którego najdrastyczniejszym przykładem była rzeź na Wołyniu, której ofiarami stało się około 60 tysięcy Polaków, oraz czystka etniczna w Małopolsce Wschodniej, która pochłonęła równie wielką liczbę ofiar szacowaną także na 60 tys. ofiar. Wszystkie te wydarzenia odbywały się w bezpośrednim sąsiedztwie Chełmszczyzny. Tysiące ocalałych z ludobójstwa Polaków na Wołyniu szukało w latach 1943–1944 schronienia w Chełmie.
Prawo Ukraińskiej SRR do ziemi chełmskiej podtrzymywali także ukraińscy komuniści z Nikitą Chruszczowem na czele. Na tydzień przed podpisaniem „Porozumienia między PKWN a rządem ZSRR o polskiej-radzieckiej granicy państwowej” 27 lipca 1944 Chruszczow napisał do Stalina prośbę o przyłączenie tych terenów do USRR, jednak granica na Bugu była już przesądzona i potem potwierdzona na konferencji jałtańskiej. Kilka tysięcy Ukraińców dobrowolnie opuściło miasto i okolice udając się do końca 1944 w ramach tzw. układów republikańskich na Ukraińską SRR. Pozostałych deportowano tam w okresie lat 1944–1946.
Dzisiaj Chełm utrzymuje więzi partnerskie z ukraińskim Kowlem. Priorytet dany tworzeniu wspólnej teraźniejszości i przyszłości jest podkreślany bilateralnymi umowami państwowymi. Nie mniejszy wpływ na pojednanie ma też polsko-ukraińska organizacja piłkarskich mistrzostw Europy w 2012, dzięki której i Chełm, jako miasto tranzytowe przy ważnym połączeniu Warszawa – Kijów, może otrzymać nowe impulsy rozwojowe.

### Historia Żydów w Chełmie
Najstarszym dowodem o obecności Żydów w mieście jest napis na nagrobku z miejskiego kirkutu, poświadczający rok 1442. Ale pierwsi żydowscy kupcy pojawili się w Chełmie, leżącym na ważnym szlaku handlowym, wcześniej. W XV wieku chełmscy Żydzi kupili od dominikanów podupadły kościół i przebudowali go na bożnicę. Z Chełma pochodził sławny reb Juda Aron z Chełma, rabin Lublina, Chełma i Bełza. Jego synem był Eliasz Baal Szem z Chełma. W 1550 mieszkało w Chełmie 371 Żydów. Nauczycielami w znanej chełmskiej jesziwie byli m.in. Symeon Auerbach i Eliasz ben Salomon Zalman. Rabinem w latach 1606–1615 był Samuel Eliezer ben Judah Edels. W 1648 w czasie powstania Chmielnickiego Kozacy wymordowali prawie wszystkich Żydów. Wydarzenia te upamiętnia ułożona wówczas modlitwa El mole rachamim (hebr. Boże, pełen miłosierdzia).
Kahał reaktywowano po 1660. W XVIII wieku nastąpił rozwój handlu i rzemiosł, silne wpływy na gminę chełmską wywarł chasydyzm. W 1765 było w Chełmie 1500 Żydów, w 1857 – 2493, a w 1931 – 13 537. W 1849 były 2 synagogi i 2 domy modlitwy, a w 1903 – m.in. 45 chederów. W latach 1918–1939 ukazywało się 5 gazet żydowskich. Tuż przed wybuchem wojny mieszkało około 15 000 Żydów – ok. 44% mieszkańców miasta.
II wojna światowa brutalnie wstrząsnęła sztetlem. Prześladowania Żydów zaczęły się w grudniu 1939, kiedy Niemcy dokonali deportacji części żydowskiej gminy Chełma do Sokala w sowieckiej strefie okupacyjnej. W maju 1941 do utworzonego w mieście getta zostało przywiezionych około 2000 Żydów ze Słowacji. Rok później zostali wywiezieni do obozu zagłady w Sobiborze. Przetrwali tylko nieliczni.
W kwietniu 1945 roku, tuż po Wielkanocy, doszło w mieście do pierwszego w powojennej Polsce pogromu antyżydowskiego.
Z Chełmem związana jest tradycja humoru żydowskiego. W dowcipach folkloru Żydów Europy wschodniej Żydzi z Chełma łącznie ze swoimi rabinami przedstawiani byli jako sympatyczni głupcy znajdujący zawsze dziwaczne lub złe rozwiązania problemów. Urodzony w Polsce laureat literackiej Nagrody Nobla, Isaac Bashevis Singer, oparł się na tej tradycji, kreując w swoich krótkich opowiadaniach albo sztukach teatralnych, pisanych w jidysz, śmiesznych bohaterów – „Mędrców” z Chełma. Także akcja musicalu, Shlemiel the First, opartego na jednym z jego opowiadań, ma miejsce w Chełmie. Tłumaczone na wiele języków opowiadania Singera rozsławiły nazwę miasta na całym świecie jako bajeczne miasto głupców. Jednak przedstawiany w nich żartobliwie żydowski mikrokosmos sztetla Chełma, w którym dochodzi do zderzenia tradycji z nowoczesnością, mistyki i wiary z liberalizmem, sekularyzmem i nihilizmem, służy tylko jako metafora dla podobnych uniwersalnych konfliktów na całym świecie, gdyż jak sam Singer wywnioskował myślami swojego bohatera Szlemiela w jednej ze swoich krótkich powieści:

Ci, którzy opuszczają Chełm zakończą wędrówkę w Chełmie,

Ci, którzy zostają w Chełmie są już tam na pewno.

Wszystkie drogi prowadzą do Chełma,

Gdyż cały świat to jeden wielki Chełm.

### Prezydenci miasta
- od 2018 – Jakub Banaszek (bezpartyjny, wcześniej Porozumienie)
- 2006–2018 – Agata Fisz (SLD)
- 2002–2006 – Krzysztof Grabczuk (PO)
- 1998–2002 – Henryk Dżaman (SLD)
- 1994–1998 – Zbigniew Bajko
- 1991–1994 – Janusz Pastusiak (PC)
- 1991– Janusz Uchaniuk – pełniący obowiązki
- 1990–1991 – Jerzy Frydlewicz (Komitet Obywatelski)

## Honorowi obywatele miasta
Honorowe obywatelstwo Chełma nadawane jest na podstawie uchwały Rady Miasta zgodnie z postanowieniami ustawy z dnia 8 marca 1990 r. o samorządzie gminnym.
Lista honorowych obywateli Miasta Chełm:
- Józef Piłsudski – uchwała Rady Miejskiej z dnia 17 czerwca 1925 roku
- Drugi Pułk Artylerii Ciężkiej – uchwała Rady Miejskiej z 1938 roku
- Michał Rola-Żymierski – uchwała z dnia 27 kwietnia 1982 r. – pozbawiony honorowego obywatelstwa przez Radę Miasta Chełm w dniu 22 lipca 2019 r.
- Michel Le Goff – Mer miasta Morlaix we Francji – uchwała z dnia 17 czerwca 1998 r.
- Victor Ashe – Burmistrz miasta Knoxville w USA – uchwała z dnia 17 czerwca 1998 r.
- Jenny G. Sleurink-Rabbinge – Burmistrz miasta Middelharnis w Holandii – uchwała z dnia 17 czerwca 1998 r.
- Rien Van Dijk – Przewodniczący Holenderskiej Fundacji Pomocy dla Polski działającej w Middelharnis w Holandii – uchwała z dnia 17 czerwca 1998 r.
- Władimir Iwanowicz Bojko – Mer miasta Kowel na Ukrainie – uchwała z dnia 17 czerwca 1998 r.
- Edmundas Pupinis – Mer rejonu Utena na Litwie – uchwała z dnia 17 czerwca 1998 r.
- dr Marek Pieńkowski – właściciel klinik medycznych w Stanach Zjednoczonych Ameryki Północnej oraz majątku ziemskiego Suchekownaty – uchwała z dnia 17 czerwca 1998 r.
- Irena Siemaszko – kierownik Polskiej Szkoły Podstawowej na Litwie – uchwała z dnia 17 czerwca 1998 r.
- Zofia Książek – wieloletni nauczyciel I Liceum Ogólnokształcącego w Chełmie – uchwała z dnia 29 maja 2008 r.
- Ksiądz Kazimierz Bownik – uchwała z dnia 29 stycznia 2009 r.
- Gen. Zdzisław Starostecki – uchwała z dnia 4 października 2010 r.
- Ida Haendel – światowej sławy skrzypaczka – uchwała z dnia 30 sierpnia 2010 r.
- Longin Jan Okoń – poeta – uchwała z dnia 29 października 2012 r.
- Cyprian Odorkiewicz – polski wojskowy, uczestnik powstania warszawskiego – uchwała z dnia 19 września 2019 r.

## Architektura

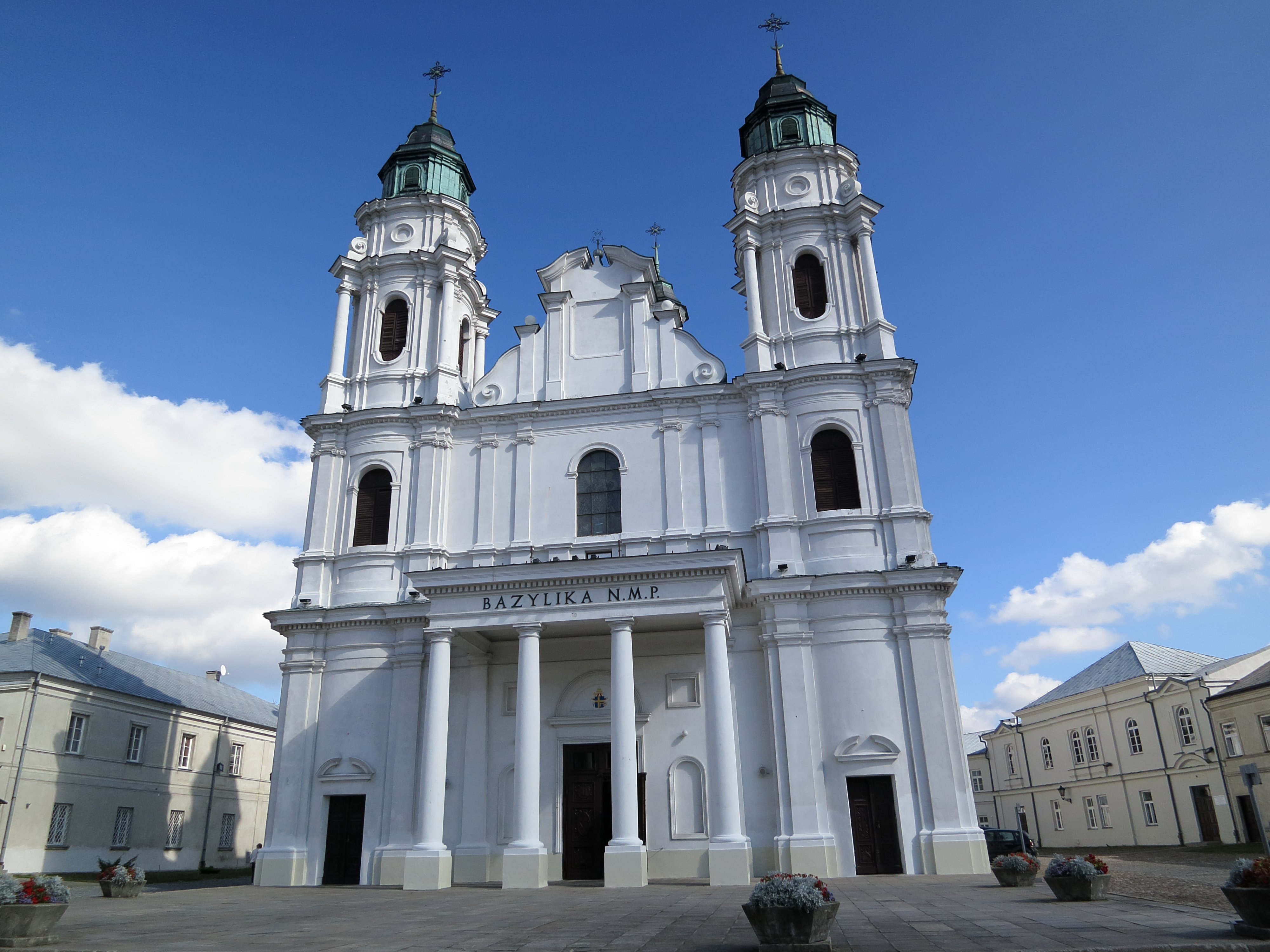
Bazylika Narodzenia Najświętszej Maryi Panny, dawna katedra greckokatolicka, ob. rzymskokatolicki kościół parafialny (XVII / XVIII w.)

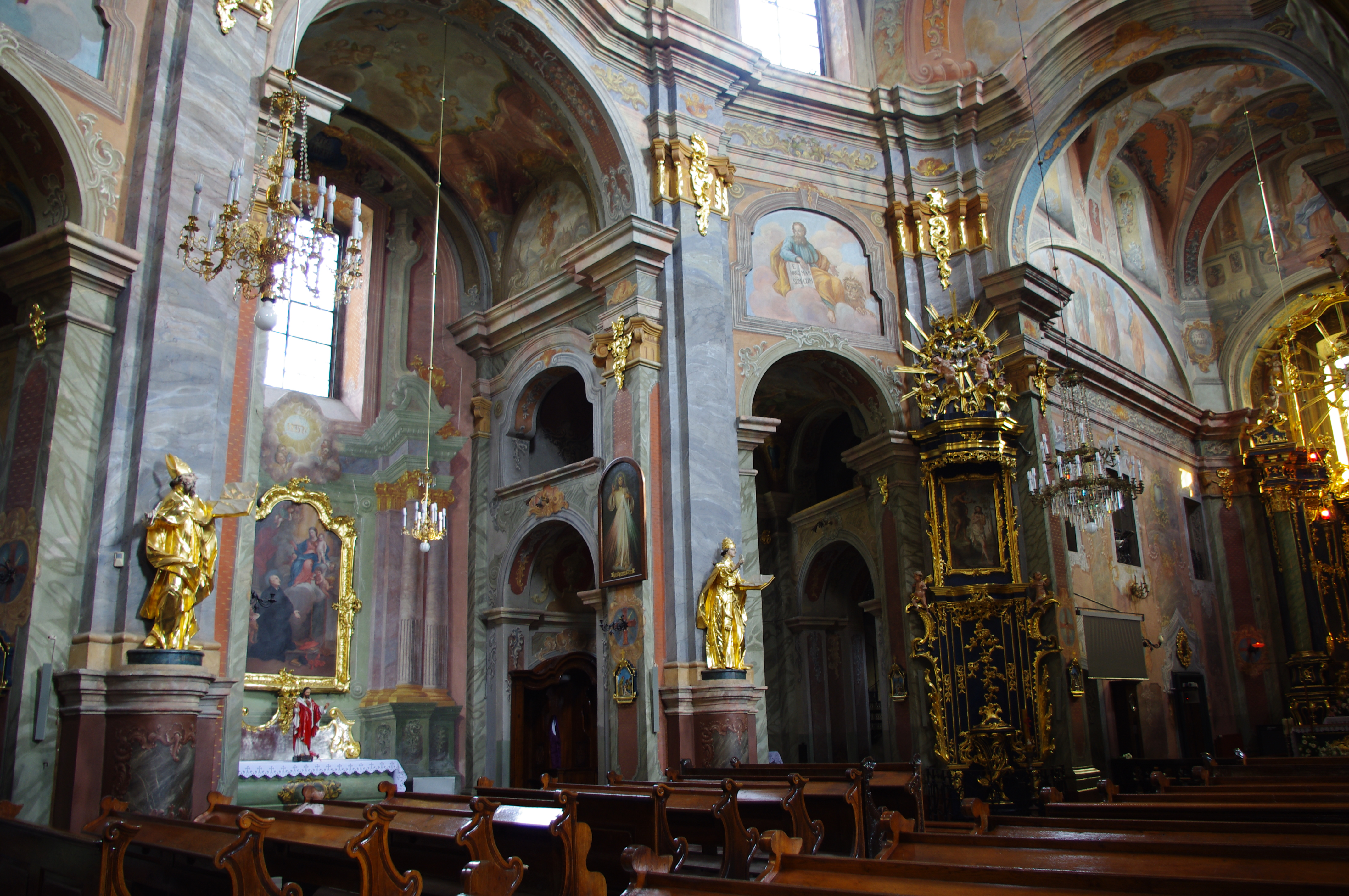
Wnętrze kościoła Rozesłania św. Apostołów

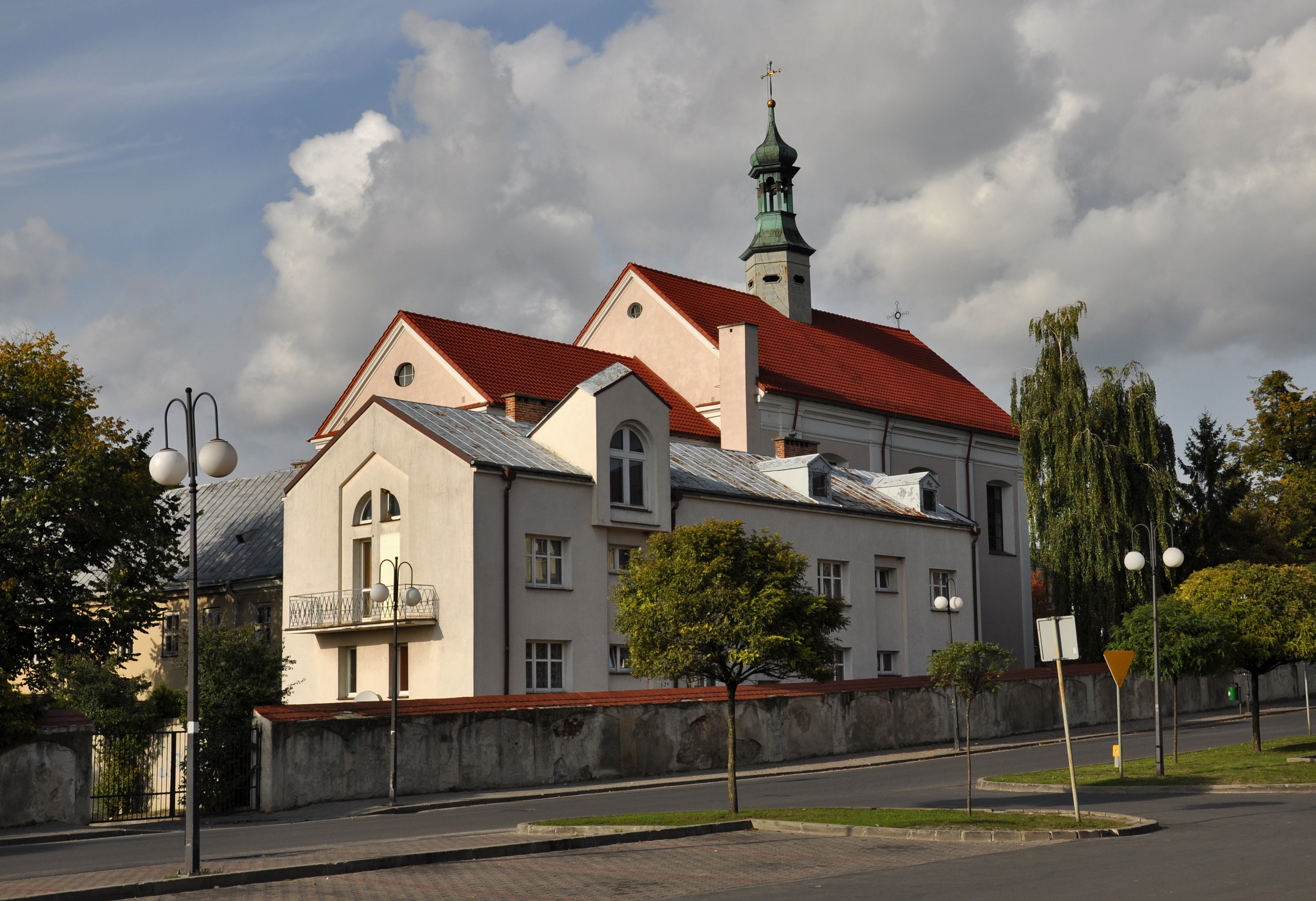
Kościół reformatów pw. św. Andrzeja – widok od ul. ks. J. Popiełuszki

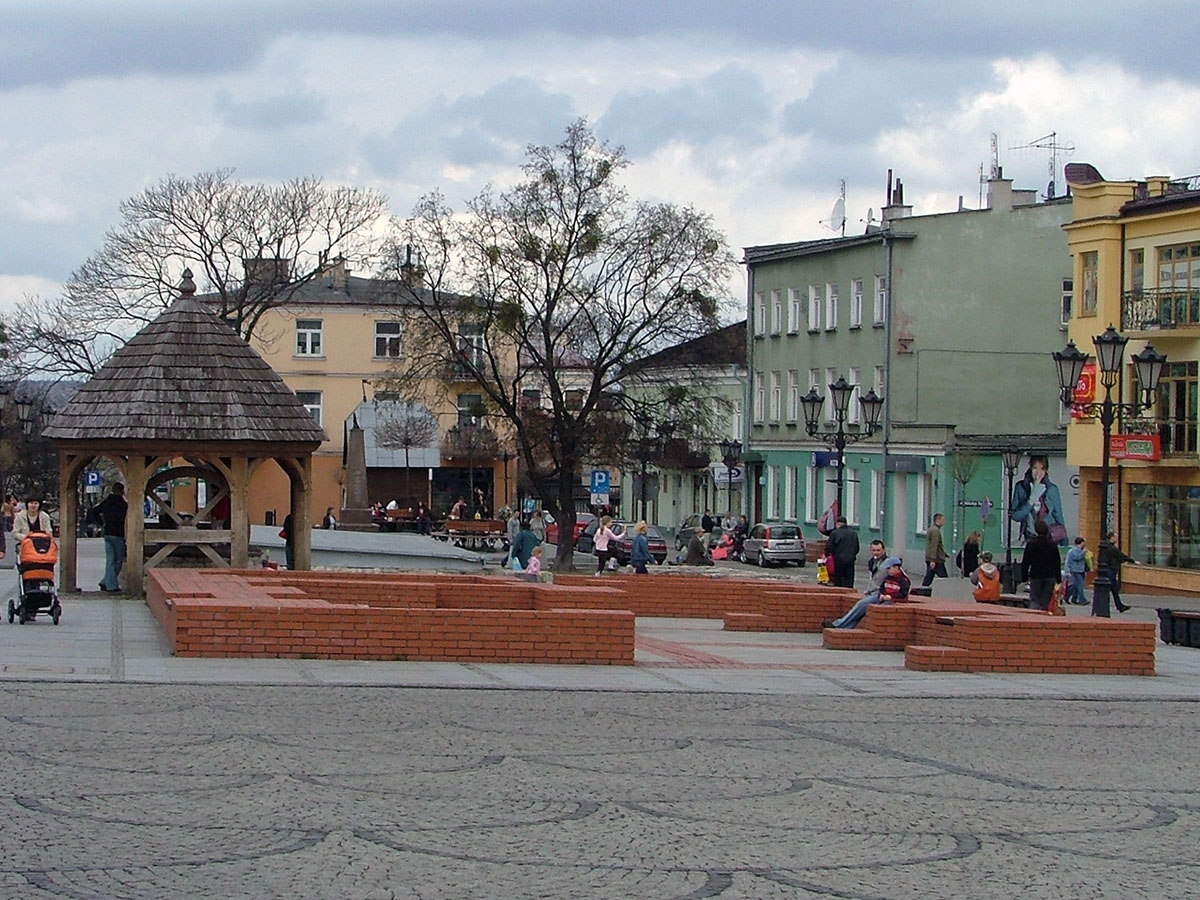
Plac Łuczkowskiego wraz z pozostałościami dawnego ratusza i kamienic starosty chełmskiego W. Węglińskiego oraz zrekonstruowana studnia miejska

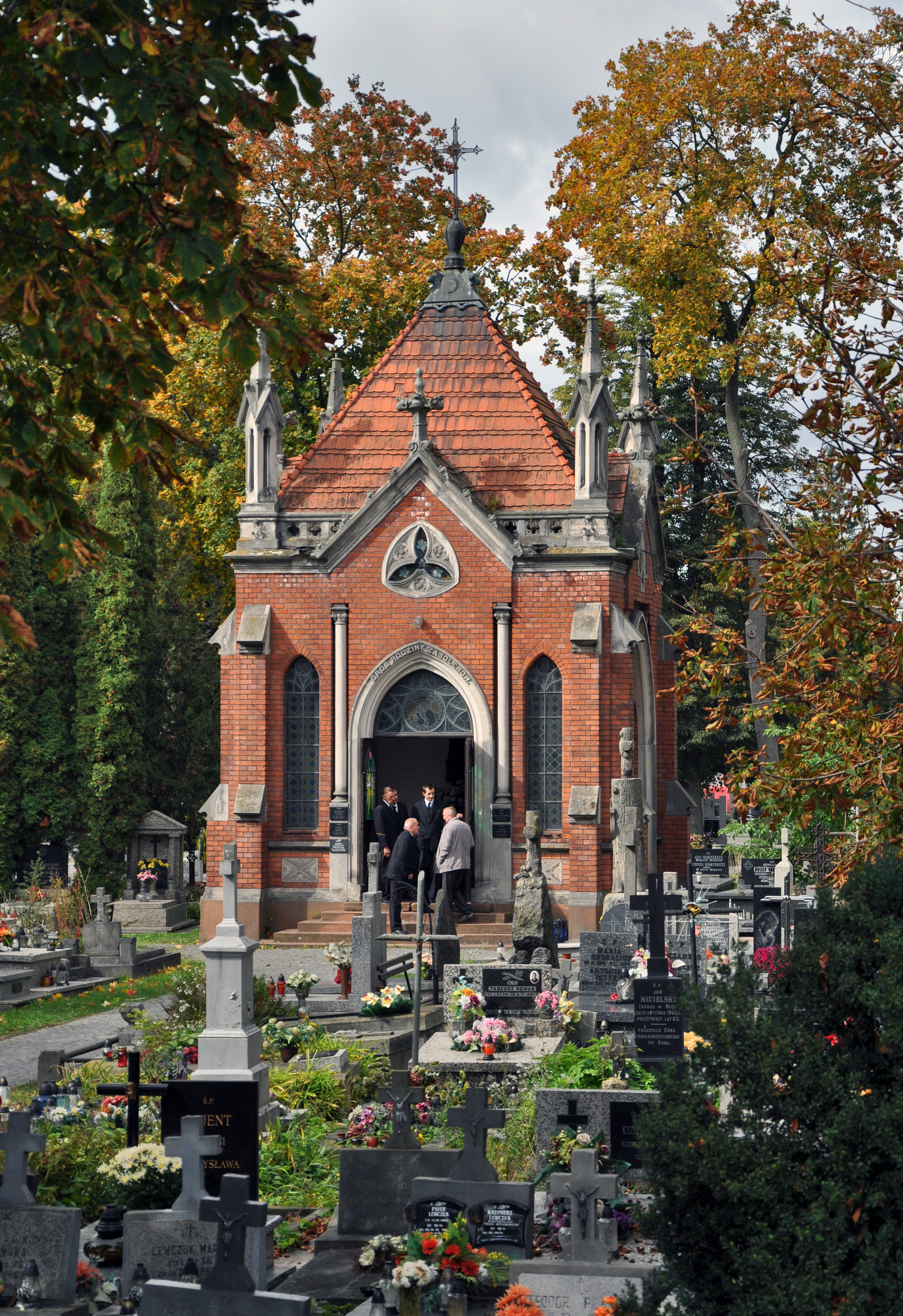
Cmentarz przy ul. Lwowskiej (rzymskokatolicki i prawosławny) – kaplica rodziny Zajdlerów z 1908 roku

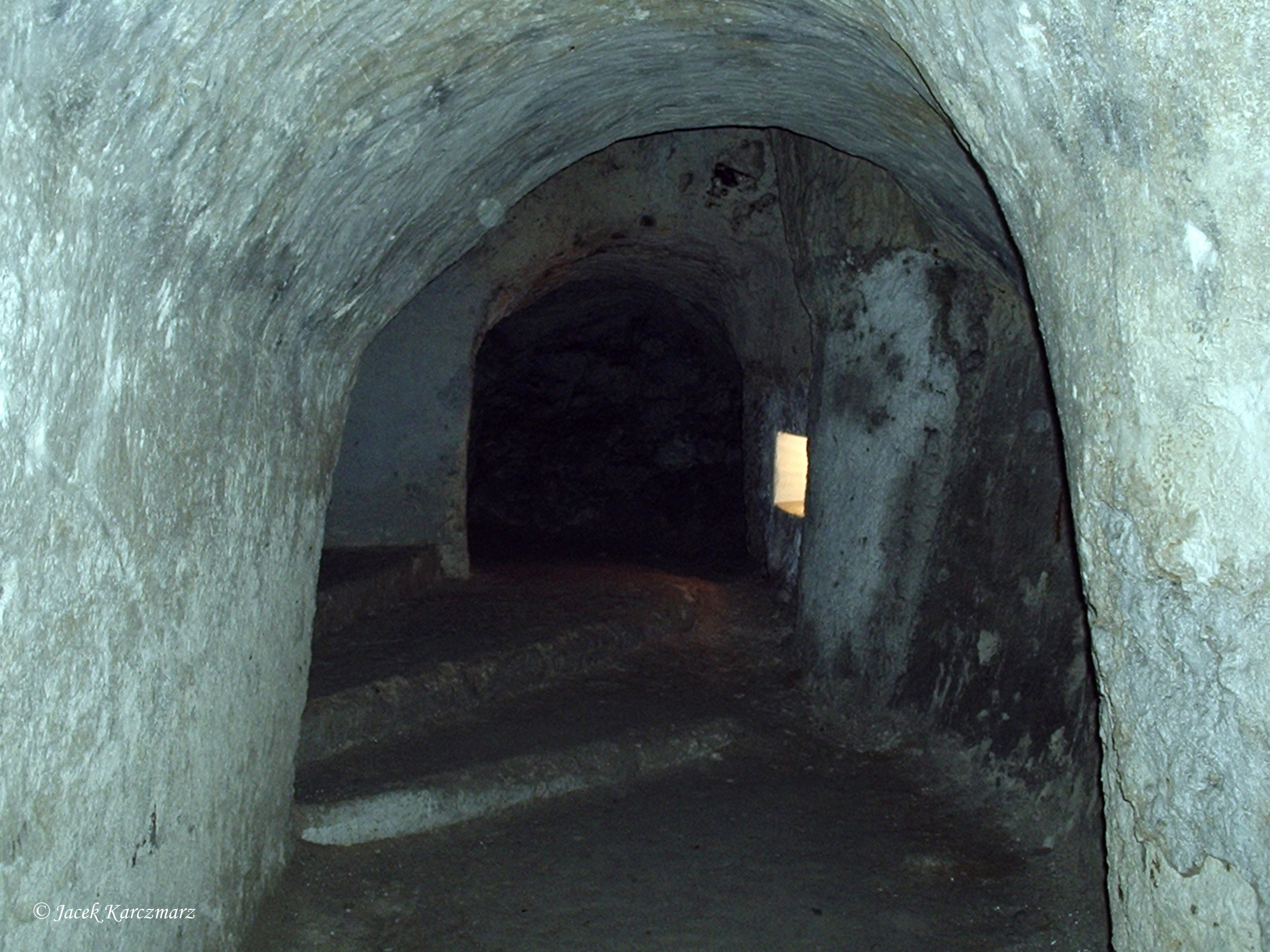
Podziemia kredowe

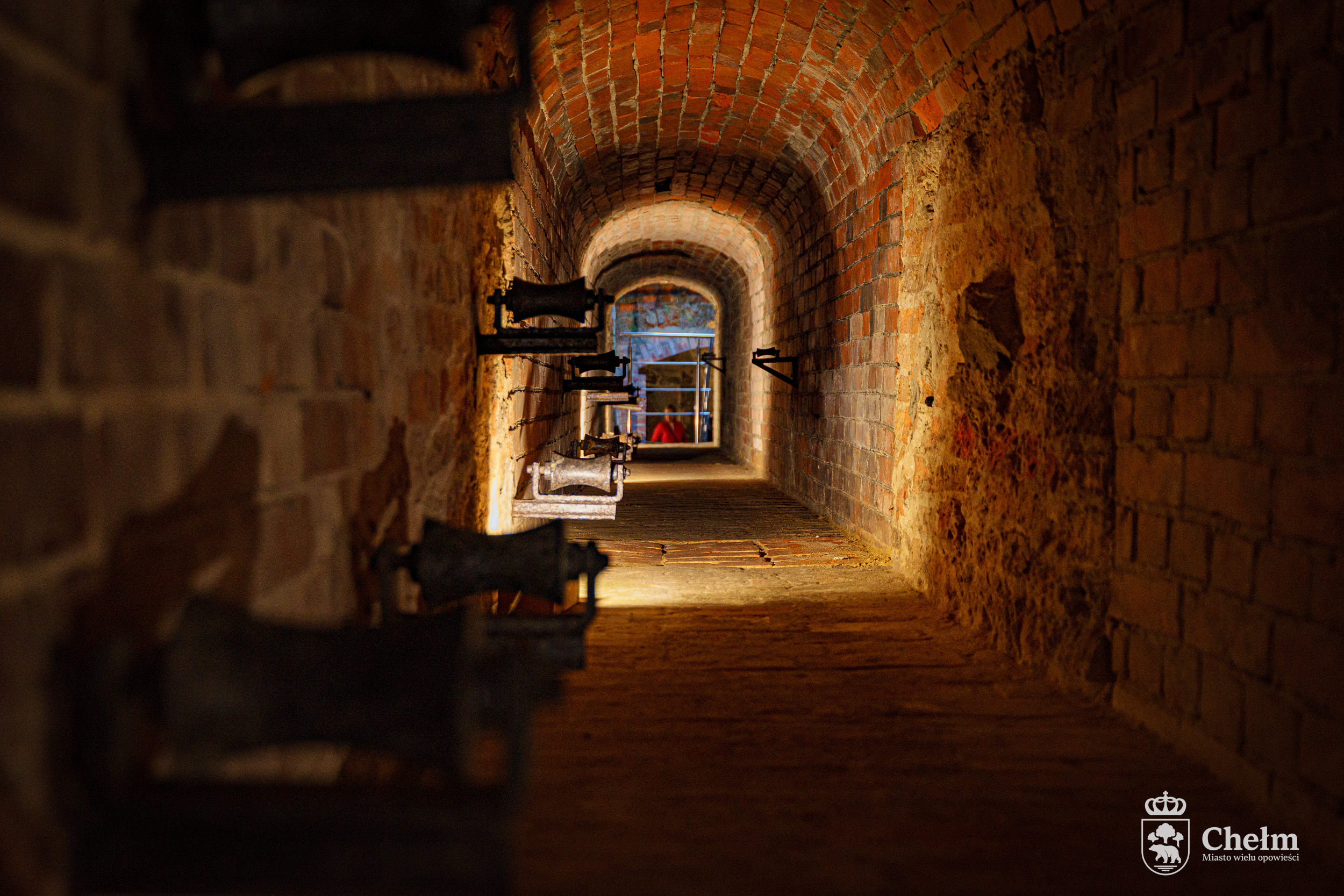
Krypty pod bazyliką w Sanktuarium Matki Bożej Chełmskiej

- Podziemia Kredowe – Chełm słynie z jedynych w Europie podziemi kredowych których początki sięgają XIII wieku. Najstarsze korytarze znajdują się pod Górką Chełmską (Góra Katedralna). Korytarze te były drążone przez mieszkańców w celach obronnych – w wyrobiskach mieszkańcy kryli się m.in. przed najazdami obcych wojsk np. tatarskich. Z czasem (od wieku XVI) zaczęto kredę wydobywać i nią handlować. W XVII wieku na 100 domów wejścia do podziemi znajdowały się w 80. Według badań przeprowadzonych w latach 60. XX w. naukowcy z Politechniki Krakowskiej określili, że łączna długość korytarzy może sięgać 60 km. Z podziemiami związane są legendy, podania i baśnie. Najbardziej znana legenda mówi o opiekunie Podziemi Kredowych, strażniku ukrytych tam skarbów Duchu Bieluchu który według legendy jest duchem widniejącego na herbie Chełma białego niedźwiedzia (według legendy zwierzę to mieszkało w kredowej jaskini na Górze Chełmskiej pod trzema dębami i wychodził stamtąd kiedy ziemia chełmska była w niebezpieczeństwie). Podziemia kredowe są częściowo udostępnione dla turystów. Obecna trasa turystyczna liczy ok. 2 km. Temperatura w podziemiach jest stała niezależnie od pory roku i wynosi około 9 stopni Celsjusza przy wilgotności powietrza 70-80%. Ducha Bielucha można spotkać podczas zwiedzania podziemi z jednej z komór. Duch wynurza się z mroku opowiadając o tym jak straszył złodziei i poszukiwaczy skarbów.
- Grodzisko (Wysoka Górka, Górka Chełmska, Wzgórze Widokowe – pomnik przyrody) – pochodzi z wczesnego średniowiecza. Pod ziemią znajdują się pozostałości palatium książęcego oraz cerkwi św. Jana Złotoustego, wybudowanych przez króla halicko-wołyńskiego Daniela Halickiego. Podczas badań archeologicznych odkryto również pozostałości kamiennej wieży datowanej na XIV w. Zachowały się także fundamenty cerkwi św. Cyryla i Metodego, zbudowanej w 1875 i rozebranej po odzyskaniu niepodległości w 1918.
- Bazylika Narodzenia Najświętszej Maryi Panny – pierwsza świątynia zbudowana została w XIII w. przez króla halicko-wołyńskiego Daniela Halickiego jako cerkiew prawosławna. Obecna barokowa świątynia przebudowana przez arch. Pawła Fontanę jako katedra unicka (greckokatolicka) w latach 1736–1757. Budowniczym świątyni był Tomasz Rezler. W latach 1875–1915 był to sobór prawosławny. Od 1919 kościół rzymskokatolicki. W latach 1940–1944 ponownie cerkiew prawosławna. Tytuł bazyliki mniejszej nadał świątyni papież Jan Paweł II.
- Dzwonnica – zbudowana w 1878, przebudowana i podwyższona w 1939. Otwarta dla ruchu turystycznego w czerwcu 2008.
- Brama Uściłuska[44][45] (Brama Bazyliańska, Klasztorna, Zamkowa) – brama z okresu wczesnego baroku z 1616.
- Klasztor Bazylianów – zbudowany w latach 1640–1649, wielokrotnie przebudowywany. Obecnie wykorzystywany w celach mieszkalnych.
- Pałac Biskupów Greckokatolickich – zbudowany w latach 1711–1730. Przebudowany 1876-1886 i 1920. Obecnie kancelaria parafialna.
- Budynek Bractwa Bogarodzicy – zbudowany w 1904. Obecnie plebania.
- Organistówka – niewielki obiekt z 1875 przy wjeździe na Górę Zamkową od strony ul. Hrubieszowskiej. Po wyremontowaniu była siedzibą Państwowego Konserwatora Zabytków w Chełmie. Obecnie mieści się w niej Niepubliczne Przedszkole „Arka” z oddziałami integracyjnymi.
- Kościół Rozesłania św. Apostołów – późnobarokowy kościół arch. Pawła Fontany wybudowany w latach 1753–1763. Posiada wnętrze niezmieniane od czasu budowy, jedynie kilkakrotnie odnawiane. Postawiony na miejscu drewnianego kościoła fundowanego w XV w. przez króla Władysława Jagiełłę na pamiątkę zwycięstwa pod Grunwaldem, w czym 16. chorągiew Ziemi Chełmskiej, walcząca pod znakiem białego niedźwiedzia na czerwonym tle, miała znaczący udział. Kościół ten nieprzerwanie (nawet w czasach zaborów i okupacji hitlerowskiej) był w rękach katolików i Polaków.
- Klasztor O.O. pijarów – wybudowany w latach 1720–1726. Miejsce noclegu pielgrzymów zmierzających do Chełma. Dawny budynek gospodarczy klasztoru bazylianów. Obecnie plebania parafii Rozesłania Świętych Apostołów.
- Kolegium Pijarów – wybudowane równolegle z klasztorem. Obecnie Muzeum Ziemi Chełmskiej im. Wiktora Ambroziewicza w Chełmie. Posiada m.in. zbiory archeologiczne i militaria.
- Kościół i klasztor reformatów – zespół budowli sakralnych składający się z kościoła św. Andrzeja Apostoła (sanktuarium św. Antoniego z Padwy) i klasztoru ojców franciszkanów – reformatów (OFM). Kościół barokowy św. Andrzeja Apostoła arch. Pawła Fontany powstał w latach 1737–1750, wielokrotnie przebudowywany. Świątynia była także użytkowana przez prawosławnych (1868–1915) jako cerkiew św. Barbary i ewangelików (1915–1918 i 1939–1944) jako kircha protestancka.
- Cerkiew św. Mikołaja – cerkiew wzmiankowana w XV w. Obecny budynek z lat 1721–1727. Obecnie sala koncertowa i Oddział Sztuki Dawnej Muzeum Chełmskiego.
- Dawne seminarium greckokatolickie – kompleks budynków wzniesiony przy cerkwi św. Mikołaja w latach 1769–1800. W latach 1919–1939 siedziba Seminarium Nauczycielskiego Żeńskiego i II Liceum Ogólnokształcącego im. Królowej Jadwigi (tzw. Farbiszanek). W okresie PRL mieściła się tam szkoła kształcąca przyszłe przedszkolanki oraz Studium Nauczycielskie. Obecnie jest to IV Liceum Ogólnokształcące im. dr Jadwigi Młodowskiej.
- Cerkiew prawosławna pw. św. Jana Teologa – wybudowana w latach 1846–1849 w stylu bizantyńsko-rosyjskim z elementami klasycystycznymi. Pełni ona obecnie rolę konkatedry diecezji lubelsko-chełmskiej Polskiego Autokefalicznego Kościoła Prawosławnego, jest też świątynią parafialną. Jedyna zachowana cerkiew prawosławna w Chełmie.
- Mała Synagoga – wybudowana na początku XX w. Obecnie znajduje się w niej kawiarnia i piwiarnia „Browarek”.
- Stara Synagoga – zbudowana w 1584 roku. Zniszczona przez Niemców około 1942 r. Fundamenty po badaniach archeologicznych zostały rozebrane, na ich miejscu powstał nowy budynek.
- Ruiny ratusza – obecnie zarys fundamentów dawnego ratusza z XIV wieku na pl. Edwarda Łuczkowskiego. Ratusz został rozebrany w 1848 roku w wyniku groźby zawalenia po licznych pożarach[19].
- Pałac Kretzschmarów – eklektyczny pałacyk powstały pod koniec XIX wieku. Dawniej mieścił się tam urząd pocztowy, obecnie Urząd Stanu Cywilnego.
- Zespół Szkół Mechanicznych – budynek szkolny, położony przy ul. Pocztowej. Został wybudowany w 1878. Obecnie siedziba PWSZ w Chełmie.
- Dawne seminarium prawosławne – zbudowane w latach 1888–1890. Obecnie siedziba I LO im. Stefana Czarnieckiego i Gimnazjum nr 2 im. ks. Zygfryda Berezeckiego. Przed budynkiem stoi czapla-fontanna.
- Gmach Dyrekcji – zbudowany w latach 1928–1938. Planowana siedziba Wschodniej Dyrekcji Kolei Państwowej. W 1944 r. siedziba Polskiego Komitetu Wyzwolenia Narodowego. Obecnie siedziba m.in. Lubelskiego Urzędu Wojewódzkiego Delegatura w Chełmie, Urzędu Miasta i Starostwa Powiatowego.
- Wieża w Bieławinie – ruiny wieży postawionej na grodzisku przy brodzie na rzece Uherce, prawdopodobnie z XI wieku. Do 1944 zachowana była jedna ściana, ale została wysadzona przez wojska niemieckie tuż przed zajęciem miasta przez oddziały sowieckie. Pozostały odkopane fundamenty do wysokości 2 metrów.
- Kamienica mieszczańska – kamienica z 1875 przy ul. Lubelskiej 57. Po generalnym remoncie około 1980 urządzono w niej muzeum.
- Magistrat – wybudowany w 1926. Obecnie mieści się tam kino „Zorza” oraz Urząd Miasta. Skrzydło mieszczące kino „Zorza” gruntownie przebudowano w latach sześćdziesiątych.
- Cmentarz przy ul. Lwowskiej (rzymskokatolicki i prawosławny) – stary cmentarz założony w 1790. Zabytkowe kaplice („Biała” – rodziny Bielskich z końca XVIII wieku, w której znajduje się mauzoleum chełmian poległych i zamordowanych przez okupanta hitlerowskiego w okresie II wojny światowej; „Czerwona” – rodziny Zajdlerów z 1908). Na cmentarzu znajdują się mogiły żołnierzy poległych w walkach 1919–1920 oraz wielu zasłużonych dla Chełma kapłanów, nauczycieli (m.in. dwukrotnego prezydenta Chełma Stanisława Gutta).
- Cmentarz żydowski – założony na przełomie XV / XVI w. Zniszczony przez hitlerowców, odnowiony po 1990.
- Cmentarz prawosławny – założony na stoku Chełmskiej Górki w 1867, zdewastowany. Pochowany jest na nim Filip Filipczuk, premier Ukraińskiej Republiki Ludowej. Chowano na nim w czasie zaborów rosyjską elitę urzędniczą miasta.
- Cmentarz wojenny – założony w 1915, zlokalizowany na stoku Góry Zamkowej, poniżej cmentarza prawosławnego. Miejsce pochówku żołnierzy polskich (z września 1939 oraz 1944–1945) i radzieckich oraz partyzantów z II wojny światowej (wśród nich Bohater Związku Radzieckiego ppłk Nikołaj Fiodorow, który zginął w bitwie partyzanckiej stoczonej pod Wojsławicami 17 kwietnia 1944).
- Cmentarz wojenny (okolica lasu Borek, koło wsi Strupin Łanowy) – założony w okresie I wojny światowej, pochowani są na nim żołnierze z okresu I wojny światowej oraz z okresu międzywojennego i II wojny światowej.
- Cmentarz jeniecki (tzw. „Patelnia”) z okresu II wojny światowej – założony w czasie II wojny światowej przez hitlerowców na potrzeby Stalagu 319. Pochowanych zostało tam od 30 do 100 tysięcy ludzi, głównie żołnierzy radzieckich i Włochów.
- Park miejski – założony na początku XX w. Powiększony po 1945. Do lat osiemdziesiątych istniał tam staw. Oficjalnie nie jest uznany za zabytek. W parku od 1994 stoi pomnik Akcji „Burza” AK.
- Dziewicza Góra – domniemane stare grodzisko w miejscowości Horodyszcze koło Chełma, w rzeczywistości okazało się, że grodzisko istniało na innej górze, w miejscu gdzie obecnie przebiega droga z Chełma do Włodawy. Domniemane wały grodu to w rzeczywistości resztki okopów z pierwszej wojny światowej.
- Pomnik Sybiraków – odsłonięty 17 września 2007 w kolejną rocznicę napaści ZSRR na Polskę. Upamiętnia Polaków wywiezionych z kraju przez sowietów. Głaz znajduje się przy ul. Pocztowej niedaleko skrzyżowania z ul. Puławską.

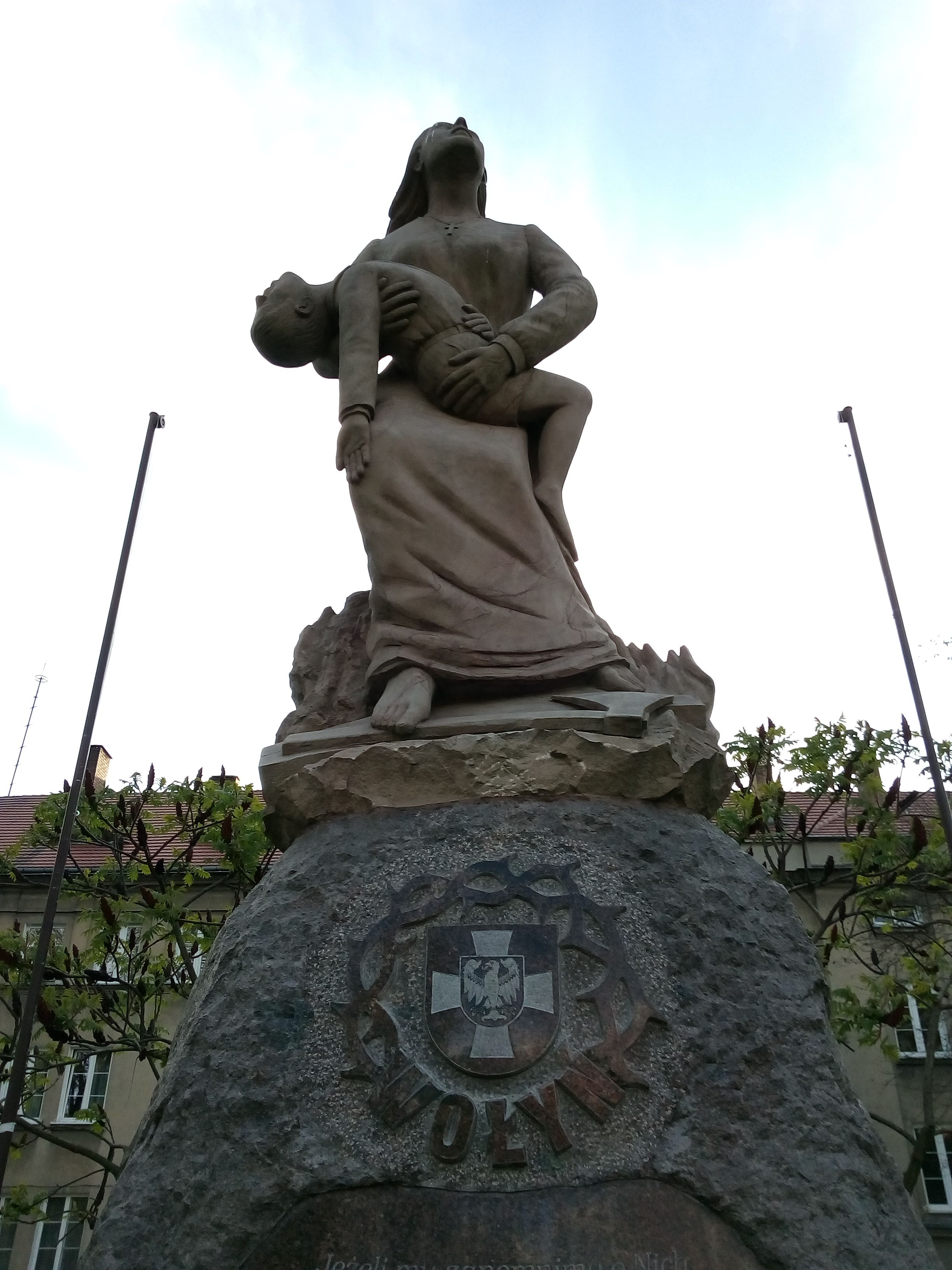
Pietà Wołyńska upamiętniająca ofiary ludobójstwa Polaków dokonanego przez OUN-UPA na Kresach Wschodnich.

- Pietà Wołyńska - odsłonięta 17 września 2011 na Skwerze 27 Wołyńskiej Dywizji AK, upamiętniająca ofiary ludobójstwa Polaków dokonanego przez nacjonalistów ukraińskich z OUN-UPA na Kresach Wschodnich[46].
- Osiedle Dyrekcja – osiedle kolejowe we wschodniej części miasta, którego układ urbanistyczny został wpisany do rejestru zabytków pod nr A/138[47].

## Wspólnoty wyznaniowe

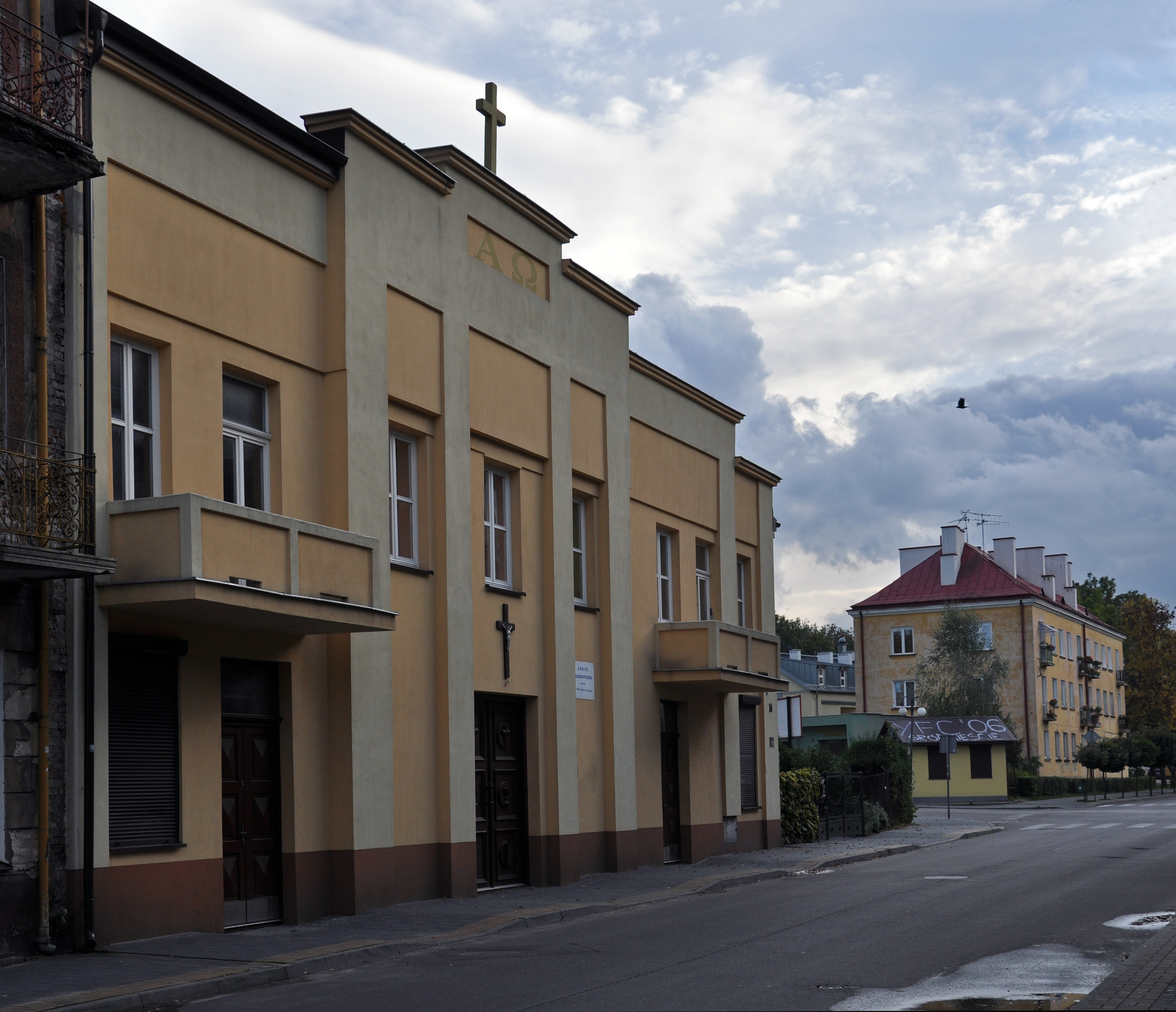
Kościół polskokatolicki Matki Boskiej Zwycięskiej

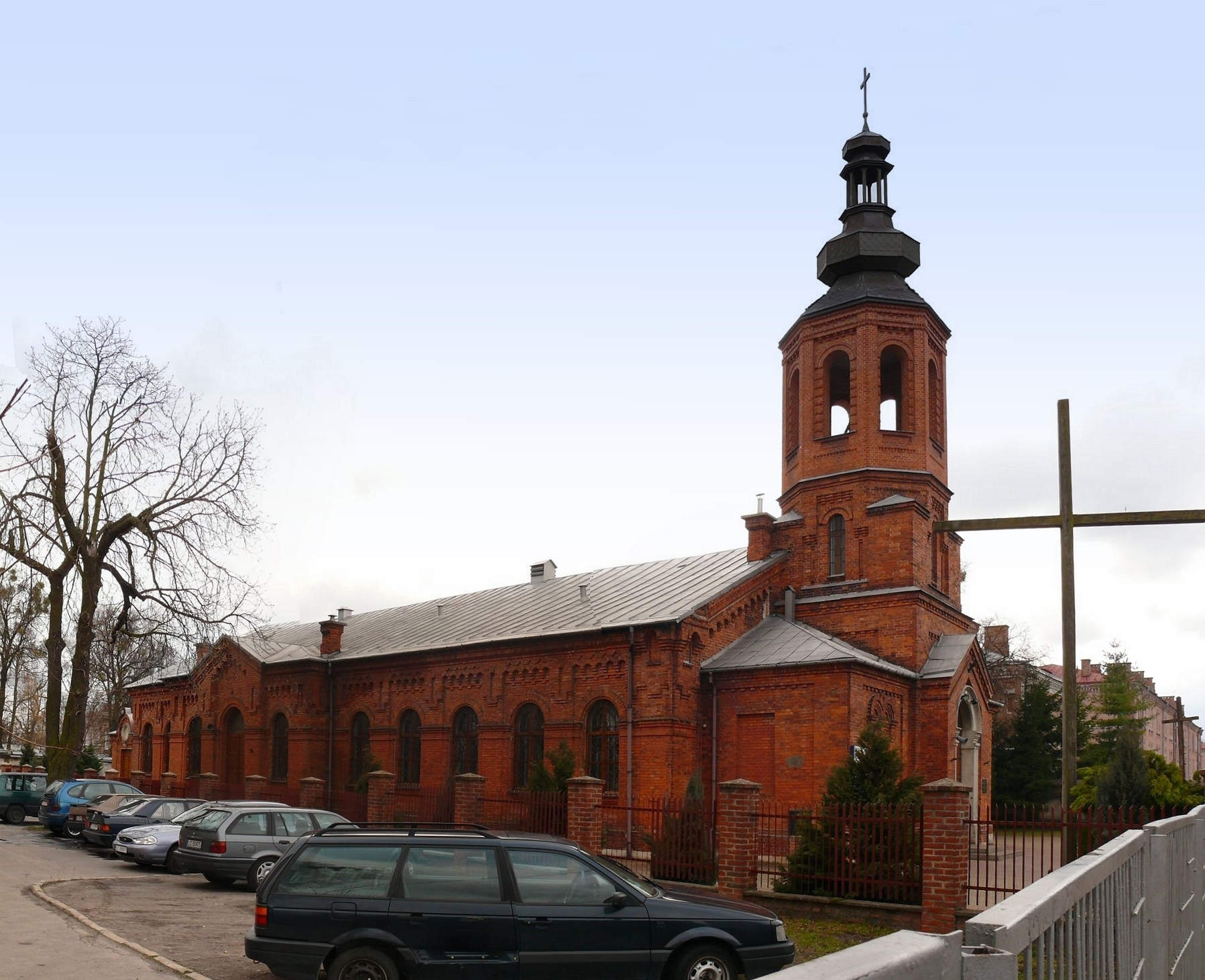
Rzymskokatolicki kościół garnizonowo-cywilny (dawna cerkiew garnizonowa)

Chełm był od dawnych czasów jednym z religijnych centrów katolicyzmu, judaizmu, prawosławia i unitów. Miasto było zarówno miejscem pielgrzymek rzymskich katolików, chrześcijan prawosławnych i unitów do ikony Matki Boskiej Chełmskiej – replika której znajduje się w świątyni na Górze Chełmskiej i uważanej za cudotwórczą – jak i jednym z głównych ośrodków filozofii chasydzkiej. O styku wyznań świadczy bliskość sąsiedztwa byłych albo do dziś czynnych świątyń na niewielkim obszarze w centrum miasta. Nie zawsze sąsiedztwo to przebiegało bez konfliktów, o czym świadczą losy świątyni pw. Narodzenia Najświętszej Marii Panny, która od XIII w. należała do prawosławnych, unitów i katolików. Podobny los spotkał ikonę Matki Boskiej Chełmskiej, której oryginał od 2000 znajduje się w Wołyńskim Muzeum Krajoznawczym w Łucku, podczas gdy w bazylice chełmskiej można podziwiać tylko jej kopię. Dzisiaj Chełmianie są w przeważającej większości wyznania rzymskokatolickiego. Są także prawosławni (których cerkiew pw. św. Apostoła i Ewangelisty Jana Teologa (Bogosłowa) jest konkatedrą prawosławnego arcybiskupa lubelsko-chełmskiego Abla, a także świątynią parafialną) oraz wierni Kościoła Polskokatolickiego (kościół parafialny pw. Matki Boskiej Zwycięskiej znajduje się przy ul. Adama Mickiewicza).
W Chełmie mają zbory również cztery kościoły protestanckie: Chrześcijańska Wspólnota Braterska (zbór w Chełmie), Chrześcijańska Wspólnota Ewangeliczna (zbór w Chełmie), Kościół Adwentystów Dnia Siódmego w RP (zbór w Chełmie), Kościół Chrześcijan Baptystów w RP (zbór w Chełmie) oraz Kościół Zielonoświątkowy w RP (zbór „Dom na Skale”). Działa tu także Zbór Niezależnych Chrześcijan, należący do ruchu badackiego.
Ponadto działalność kaznodziejską w mieście prowadzi 9 zborów Świadków Jehowy: Jagiellońska, Jedność, Litewska (w tym grupa ukraińskojęzyczna), Malowane, Południe, Północ, Rejowiecka, Słoneczne, Wschód (w tym grupa języka migowego) korzystających z 4 Sal Królestwa: ul. Majowa 10 (Pokrówka), ul. Malowane 2A, ul. Warzywna 13 i ul. Wojsławicka 36.

## Kultura

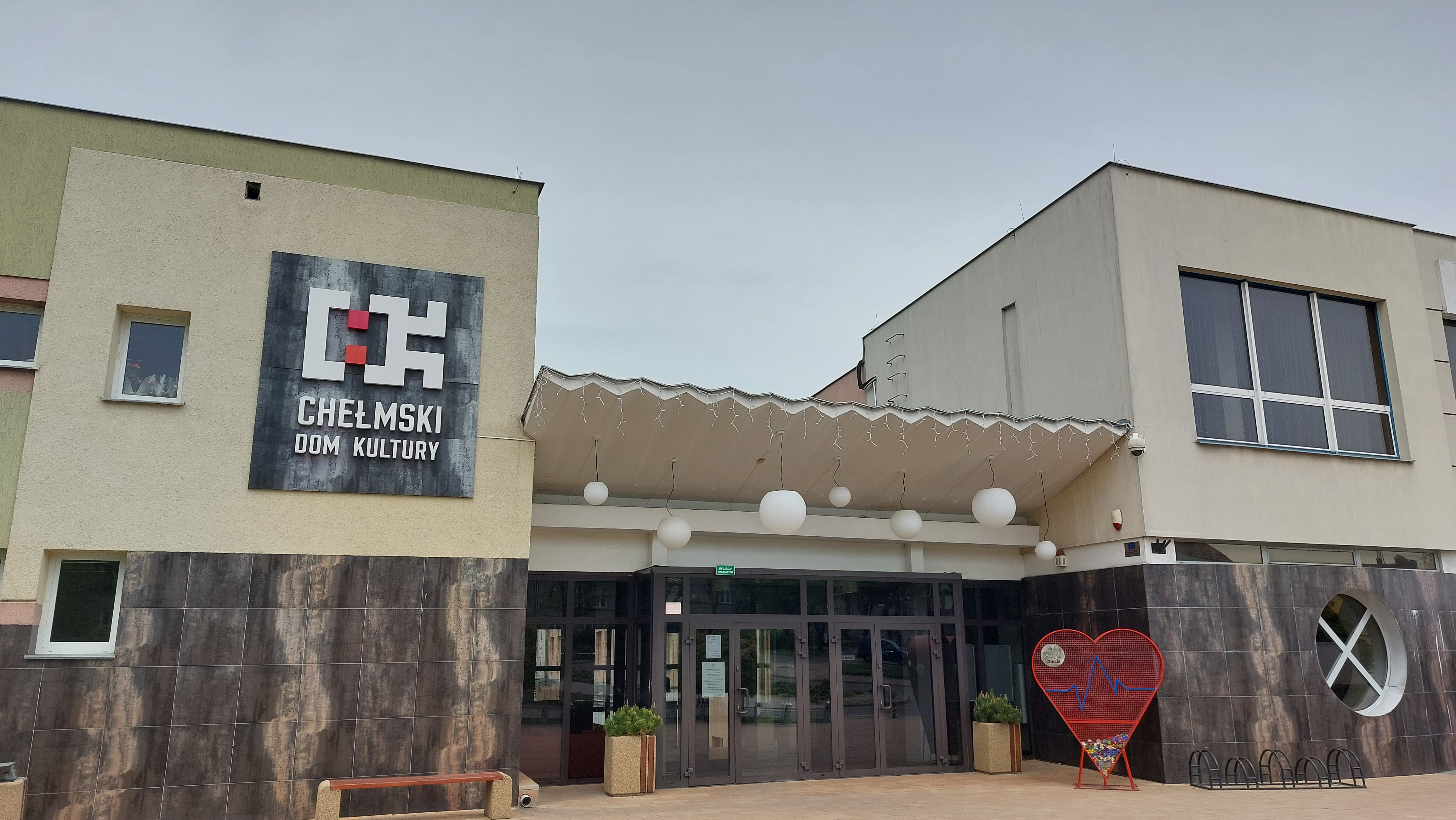
Chełmski Dom Kultury

W Chełmie zlokalizowane są następujące instytucje związane z kulturą: Chełmski Dom Kultury, Chełmska Biblioteka Publiczna, Chełmska Biblioteka Pedagogiczna, Mniejsza Publiczna Biblioteka Europejska, Archiwum Państwowe w Lublinie oddział w Chełmie, Muzeum Ziemi Chełmskiej im. Wiktora Ambroziewicza (posiada m.in. zbiory archeologiczne i militaria i wiele innych), Młodzieżowy Dom Kultury, Państwowa Szkoła Muzyczna I i II stopnia, Kino Zorza, Amfiteatr Kumowa Dolina oraz kilka stowarzyszeń kulturalnych.

### Muzeum Ziemi Chełmskiej im. Wiktora Ambroziewicza[59]
Dzieje chełmskiego muzealnictwa sięgają 1882, kiedy to zaborca rosyjski powołał do życia Cerkiewno – Archeologiczne Muzeum. Podstawę zbiorów Muzeum stanowiły obrazy, rzeźby, księgi i sprzęt liturgiczny, usunięte przez Rosjan z dawnych cerkwi greckokatolickich w czasie likwidacji Unii w 1875. Obecnie zbiory obejmują około 20 tysięcy eksponatów, z których co roku wybrana część prezentowana jest na wystawach stałych i czasowych. Placówka odgrywa znaczącą rolę w życiu kulturalnym Chełma i regionu. Prowadzi szeroką działalność wystawienniczą, edukacyjną i naukową, starając się w miarę posiadanych możliwości powiększać swoje zbiory poprzez darowizny, badania własne i zakupy. 
Obecne Muzeum Ziemi Chełmskiej zajmuje cztery budynki, w których istnieje 11 działów merytorycznych – archeologii, historii, etnografii, przyrody, edukacji, Sztuki Ziemi Chełmskiej, Sztuki współczesnej i Galeria 72, Biblioteka, Starej fotografii i pracownia fotograficzna, archiwum
Osobny artykuł: Muzeum Ziemi Chełmskiej w Chełmie

### Chełmska Biblioteka Publiczna im. Marii Pauliny Orsetti[61]
Miejska biblioteka publiczna, której główna siedziba mieści się w Chełmie przy ul. Partyzantów 40. ChBP pełni również funkcję biblioteki powiatowej, sprawując nadzór merytoryczny nad 15 bibliotekami gminnymi powiatu chełmskiego i ich filiami. Na terenie miasta znajdują się trzy filie ChBP – przy ul. Nadrzecznej 5, ul. Zachodniej 31 oraz ul. 11 Listopada 4.
ChBP udostępnia zbiory na zewnątrz (do domu), prezencyjnie (na miejscu), w formie wypożyczalni krótkoterminowej (wypożyczenia weekendowe) lub międzybibliotecznej (sprowadzanie książek z innych bibliotek). W chełmskiej książnicy organizowane są różnorodne przedsięwzięcia kulturalno-edukacyjne (zajęcia dla dzieci, wystawy, spotkania literackie, konkursy, pokazy filmowe, konferencje tematyczne etc.) oraz inne wydarzenia, których nadrzędnym celem jest popularyzacja literatury i czytelnictwa.
Zasoby Biblioteki składają się z książek, zbiorów audiowizualnych (audiobooki, filmy, zbiory muzyczne) czasopism oprawnych (archiwalnych), prasy bieżącej, dokumentów życia społecznego (afisze, plakaty, ulotki etc.), zbiorów ikonograficznych, rękopisów oraz innych form dokumentów bibliotecznych, a także zasobów cyfrowych udostępnianych w serwisie Chełmskiej Biblioteki Cyfrowej. Do najcenniejszych zasobów ChBP zalicza się starodruki (najstarszy z 1591), zbiór prasy z XIX w. oraz czasopism konspiracyjnych z okresu II wojny światowej, pocztówki chełmskie z XIX i XX w. oraz zbiory regionalne

### Biblioteka Pedagogiczna w Chełmie[63]
Biblioteka Pedagogiczna jest placówką oświatową, służącą w szczególności wspieraniu procesu kształcenia i doskonalenia nauczycieli, a także wspieraniu działalności szkół, w tym bibliotek szkolnych, placówek oświatowych, zakładów kształcenia nauczycieli i placówek doskonalenia nauczycieli. Biblioteka powstała w grudniu 1950 r. W placówce funkcjonuje 6 wydziałów: Wypożyczalnia Książek, Czytelnia, Wydział Zbiorów Specjalnych, Wydział Gromadzenia i Opracowania Zbiorów, Wydział Informacyjno-Bibliograficzny, Centrum Zastosowań Technologii Informacyjno-Komunikacyjnych

### Młodzieżowy Dom Kultury[65]
Podstawowym celem działalności Młodzieżowego Domu Kultury w Chełmie jest stworzenie dzieciom i młodzieży warunków do wszechstronnego rozwoju osobowości i uzdolnień oraz organizowanie rekreacji i wypoczynku w czasie wolnym od zajęć szkolnych i obowiązków wobec rodziny, w szczególności: rozwijanie zainteresowań, uzdolnień, doskonalenie umiejętności oraz pogłębianie wiedzy, kształtowanie umiejętności spędzania czasu wolnego, kształtowanie poczucia własnej tożsamości i poszanowania dziedzictwa kulturowego regionu i kraju i innych kultur, a także przygotowanie do aktywnego uczestnictwa w życiu kulturalnym.
Młodzieżowy Dom Kultury w realizuje zadania: edukacyjne, wychowawcze, kulturalne, profilaktyczne, opiekuńcze, prozdrowotne, sportowe i rekreacyjne

#### W mieście działają m.in.
- Zespół tańca Ludowego Ziemi Chełmskiej;
- Teatr Hesperydy[67]
- Formacja Tańców Latynoamerykanskich Takt-Zomar – do 2009 w kategorii powyżej 15 lat, zdobyła podczas Mistrzostw Polski Formacji Tanecznych 10 złotych medali i tytułów mistrzowskich, dwa srebrne i jeden brązowy[68];
- Klub Tańca Nowoczesnego Foton;
- Klub Boogie Opus Twist
- Chór Ziemi Chełmskiej „Hejnał” im. Mieczysława Niedźwieckiego[69];
- Chór Państwowej Szkoły Muzycznej;
- Orkiestra Dęta;
- Estrada Dziecięca;
- Promyczki.
- Teatr Ziemi Chełmskiej.

### Prasa lokalna
Tygodniki:
- Super Tydzień Chełmski[70]
- Nowy Tydzień – Tygodnik Lokalny

Dzienniki:
- Dziennik Wschodni
- Kurier Lubelski

Inne:
- Kredą Pisane – Miejski Biuletyn Informacyjny[71]
- Rocznik Chełmski

Portale informacyjne:
- wschodni24.pl[72]

### Rozgłośnie radiowe
W Chełmie możliwy jest odbiór licznych rozgłośni radiowych. Z Chełma z obiektu SLR Kumowa Dolina emitowany jest sygnał lokalnego radia Bon Ton na częstotliwości 104,90 MHz, Polskiego Radia Lublin 100,9 MHz, Polskiego Radia 24 na częstotliwości 100,2MHz a z obiektu Żmudź-Leszczany położonego około 20 km na południowy wschód od Chełma sygnał Radia Złote Przeboje na częstotliwości 99,5 MHz.
Oprócz Radia Bon Ton w Chełmie redakcję posiada Polskie Radio Lublin.

### Imprezy cykliczne[74]
- Bieg: Niepodległości, Bieg Tropem Wilczym, Półmaraton Chełmski
- Jarmark Wielkanocny – w okresie świątecznym na placu dra E. Łuczkowskiego[75]
- Jarmark Bożonarodzeniowy połączony z koncertem kolęd i pastorałek – w czasie wigilijnym na placu dra E. Łuczkowskiego[76]
- Niedźwienalia – majowe święto studentów
- Noc Kultury[77]
- Kino Letnie pod Gwiazdami[78]
- Muzyczna Studnia[79]
- Godzina W – koncert w rocznicę wybuchu Powstania Warszawskiego[80]
- Niepodległa – koncert z okazji Narodowego Święta Niepodległości
- Narodowe Czytanie – ogólnopolska akcja czytelnicza

### Artyści pochodzący z Chełma
W Chełmie urodziła się światowej sławy skrzypaczka Ida Haendel, a także malarz Szymon Mondszajn związany ze środowiskiem École de Paris. Z tego miasta pochodzi też, lub nadal tam mieszka, wielu innych artystów, między innymi: Longin Jan Okoń – prozaik i poeta, a także przedstawiciele świata muzyki: Piotr Sławiński Poparzeni Kawą Trzy (wcześniej członek zespołu Blue Cafe), Ania Dąbrowska, Marek Dyjak, Barbara Derlak (Chłopcy kontra Basia), Aga Derlak, Mariusz Matera Vox (zespół muzyczny), zespół 4 Pory RoQ.
Chełmianie Zasłużeni dla Województwa Lubelskiego: Grażyna Kieres, Marianna Niemiec, Krzysztof Krzywiński.

## Chełmianie

### Chełmianin Roku
Tytuł Chełmianina Roku ustanowiony w 1997 przez ówczesnego prezydenta Chełma Zbigniewa Bajko, reaktywowany przez Krzysztofa Grabczuka, przyznawany jest osobom za szczególną aktywność zawodową oraz pracę społeczną. Osobę uhonorowaną tym tytułem wyłaniają: prezydentem miasta, przewodniczący Rady Miasta Chełma, laureaci konkursu Chełmianina Roku, notariusz oraz trzech losowo wybranych mieszkańców Chełma. Wyróżnienie nadawane jest corocznie oraz dożywotnio, co oznacza, że osoba uhonorowana tym tytułem nie może otrzymać go ponownie. Zwycięzca otrzymuje okolicznościowy medal oraz akt nadania tytułu.
Dotychczas tytuł ten otrzymali (podane lata, to rok, za który przyznano tytuł):
- 1997 – Krzysztof Grabczuk – samorządowiec, trener zapaśników, działacz sportowy, były prezydent Chełma i członek zarządu województwa, od 2008 marszałek województwa lubelskiego;

- 1998 – Andrzej Kosior – lekarz ortopeda, ordynator oddziału ortopedii w Samodzielnym Publicznym Wojewódzkim Szpitalu Specjalistycznym;
- 2003 – Witold Grela – przedsiębiorca, właściciel piekarni;
- 2004 – Dariusz Jabłoński – zapaśnik w stylu klasycznym, mistrz świata i Europy, olimpijczyk;
- 2005 – Wojciech Krawczyk – lekarz internista, ordynator oddziału wewnętrznego w Samodzielnym Publicznym Wojewódzkim Szpitalu Specjalistycznym;
- 2006 – Jolanta Kropp – wychowawczyni wielu laureatów olimpiad oraz reprezentantów kraju na międzynarodowych konkursach języka łacińskiego, nauczycielka w I Liceum Ogólnokształcącym im. Stefana Czarnieckiego[82];
- 2007 – Longin Jan Okoń – pisarz, poeta, społecznik;
- 2007 – Stanisław Adamiak – przedsiębiorca, sponsor kultury;
- 2008 – Grzegorz Gorczyca – prezes Automobilklubu Chełmskiego[83];
- 2009 – Zbigniew Lubaszewski – nauczyciel historii, działacz PTTK, regionalista, animator kultury, przewodnik, odznaczony Brązowym Krzyżem Zasługi i Krzyżem Kawalerskim Orderu Odrodzenia Polski[84].
- 2010 – prof. Józef Zając – rektor Państwowej Wyższej Szkoły Zawodowej w Chełmie
- 2011 – dr Michał Gołoś – rektor Wyższej Szkoły Stosunków Międzynarodowych i Komunikacji Społecznej w Chełmie
- 2012 – prof. Andrzej Buko – profesor zwyczajny na Uniwersytecie Warszawskim, dyrektor Instytutu Archeologii i Etnologii Polskiej Akademii Nauk. Inicjator badań archeologicznych m.in. w Stołpiu koło Chełma, zespole rezydencjonalno – sakralnym na Górze Katedralnej czy w chełmskiej bazylice pw. Narodzenia Najświętszej Maryi Panny[85]
- 2013 – Tadeusz Boniecki – dziennikarz, działacz społeczny[86]
- 2014 – Marek Dyjak – kompozytor i piosenkarz[87]
- 2015 – Wojciech Hetman – przedsiębiorca, cukiernik[88]
- 2016 – Lucjan Jagiełło – przedsiębiorca, właściciel Browaru "Jagiełło"[89]
- 2017 – Grzegorz Gardziński – weterynarz, prezes zarządu Chełmskiego Klubu Sportowego „Chełmianka”[90]
- 2018 – Ks. Kazimierz Bownik – duchowny, infułat[91]
- 2019 – Agnieszka Derlak – pianistka i flecistka jazzowa[92]
- 2020 – Wojciech Zakrzewski – pośmiertnie uhonorowany chełmski dziennikarz, filmoznawca[93]
- 2021 - Jagoda Barczyńska – historyk sztuki, wieloletnia kierownik działu sztuki współczesnej i Galerii 72 chełmskiego muzeum[94]
- 2022 - Mariusz Marcyniak – siatkarz, zawodnik Bogdanki Arki Chełm.
- 2023 - Andrzej Wojtaszek - dyrektor Państwowej Szkoły Muzycznej I i II stopnia im. I. Haendel w Chełmie[95]
- 2024 - Grzegorz Głuch, kompozytor, dyrygent, twórca i animator muzyki gospel

## Gospodarka

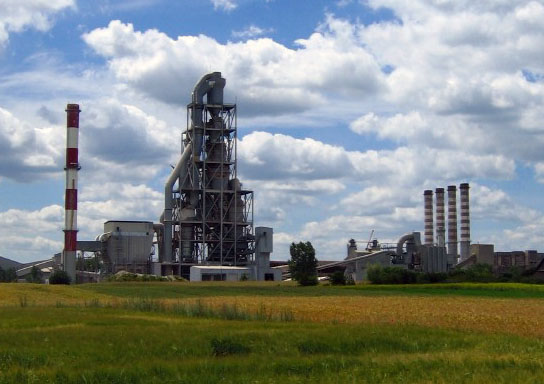
Cementownia Chełm S.A. Grupa RMC Polska

Na luty 2025 stopa bezrobocia w Chełmie wynosiła 8,3% a w powiecie chełmskim 12,6% przy stopie bezrobocia w województwie lubelskim wynoszącej 7,7%.

### Rynek pracy
Największa liczba osób jest zatrudniona w działalności profesjonalnej, naukowej, technicznej, administracyjnej, edukacyjnej, kulturalnej i rekreacyjnej. Drugim z kolei sektorem o największej liczbie zatrudnionych jest handel, naprawa pojazdów, transport i gospodarka magazynowa, informacja i komunikacja. Trzecie miejsce zajmuje górnictwo i wydobywanie, przetwórstwo przemysłowe, budownictwo. Rolnictwo i leśnictwo stanowi natomiast przedostatnią kategorię. Działalność finansowa, ubezpieczeniowa i obsługa rynku nieruchomości to ostatnia kategoria w oparciu o liczbę zatrudnionych.
Dominują tu: przemysł mineralny (cementowy – od 1960 w mieście działa Cementownia Chełm, szklarski), odkrywkowa kopalnia kredy, spożywczy (Bieluch – jeden z najnowocześniejszych zakładów w Polsce produkujących wyroby mleczne, Jagiełło – producent lokalnego piwa, Austria Juice – producent soków i koncentratów, Dom-Mak – producent makaronu, "Spin" Spółdzielczy Zakład Pracy Chronionej – producent wyrobów cukierniczych i sławnych „agarków”.), maszynowy, metalowy, na czele z firmą Stal-Met, a także firmą Hulanicki Bednarek.

### Usługi
Oprócz centrum handlowego o nazwie Vendo Park, w 2019 r. Swoją działalność rozpoczęła Chełmska Galeria Handlowa. Galeria Chełm na powierzchni 17,5 tys. mkw. oferuje 55 lokali handlowych i usługowych oraz ponad 550 miejsc parkingowych. Działka, na której powstało nowe centrum handlowe zlokalizowana jest u zbiegu ulic Lubelskiej i Rejowieckiej – w miejscu stanowiącym główny węzeł komunikacyjny miasta.
W 2019 swoją działalność rozpoczęło Centrum Usług Wspólnych PFR, a także NFZ.

### Atrakcyjność inwestycyjna
Do 2026 GDDKIA planuje zakończenie prac nad północną obwodnicą Chełma. Również w 2026 roku planowane jest oddanie do użytku drogi ekspresowej na całej długości od Lublina do przejścia granicznego.
W Chełmie znajdują się tereny należące do Specjalnej Strefy Ekonomicznej. Obecnie trwa też budowa Chełmskiego Centrum Aktywności Gospodarczej, czyli pierwszego w regionie nowoczesnego inkubatora, który będzie wspierał nowe i młode firmy w swojej działalności. Ponadto na ul. Wschodniej ARP S.A. zakupiło działkę o powierzchni ponad 10 ha na potrzeby budowy hubu logistycznego.

## Spółki Miejskie

### Miejskie Przedsiębiorstwo Gospodarki Komunalnej Sp. z o.o.[112]
Miejskie Przedsiębiorstwo Gospodarki Komunalnej Sp. z o.o. w Chełmie jest spółką użyteczności publicznej wykonującą zadania na rzecz miasta Chełm, mieszkańców miasta Chełm i przyległych gmin. Spółka zajmuje się poborem, uzdatnianiem i rozprowadzaniem wody, odprowadzaniem i oczyszczaniem ścieków, odbieraniem i transportem odpadów komunalnych, przetwarzaniem odpadów komunalnych, unieszkodliwianiem odpadów komunalnych i azbestowych oraz utrzymywaniem czystości i porządku w mieście. Spółka ponadto administruje cmentarzem komunalnym w Chełmie oraz wykonuje badania laboratoryjne wody i ścieków.

### Miejskie Przedsiębiorstwo Energetyki Cieplnej Sp. z o.o.[114]
16 marca 1982 zarządzeniem Dyrektora Wojewódzkiego Przedsiębiorstwa Gospodarki Komunalnej i Mieszkaniowej w Chełmie został powołany Oddział Energetyki Cieplnej. W tej formie organizacyjnej działalność prowadzona była do 1 lipca 1982, kiedy to zarządzeniem Prezydenta Miasta Chełm utworzone zostało Miejskie Przedsiębiorstwo Energetyki Cieplnej.
Nowo powstała jednostka funkcjonowała na prawach przedsiębiorstwa państwowego do dnia 31 grudnia 1992. Od 1 stycznia 1993 – w wyniku przekształcenia – kontynuuje działalność w formie spółki prawa handlowego.
Podstawowym celem działalności jest wytwarzanie, przesyłanie i dystrybucja ciepła na terenie Chełma. Zadanie to prowadzone jest zgodnie z umową Spółki oraz na podstawie udzielonych przez Prezesa Urzędu Regulacji Energetyki koncesji na wytwarzanie ciepła oraz koncesji na przesyłanie i dystrybucję ciepła. Działalność ta należy do zadań własnych gminy o charakterze użyteczności publicznej. MPEC dostarcza ciepło dla potrzeb centralnego ogrzewania, wentylacji oraz ciepłej wody użytkowej do ok. 1.300 budynków mieszkalnych i użytkowych o łącznej kubaturze ok. 5.300 tys.m3. Z usług Spółki korzysta ok. 52 tys. mieszkańców. Poza podstawową działalnością MPEC oferuje usługi w zakresie konserwacji i naprawy instalacji centralnego ogrzewania i ciepłej wody użytkowej, wynajmu sprzętu, środków transportowych oraz lokali użytkowych.

### Chełmski Park Wodny[116]i Targowiska Miejskie Sp. z o.o.[117]
Chełmski Park Wodny został otwarty 26 listopada 2016. W skład strefy sportowej wchodzą basen rozgrzewkowy i do nauki pływania o powierzchni ~100m2 i głębokości 1m oraz basen sportowy o głębokości od 1,20 do 1,80 i długości 25m na 12,5m z sześcioma torami wyposażonymi w bloki startowe. Powierzchnia lustra wody 318,4m2.
Obie niecki zostały wyposażone w tuleje z jednym podnośnikiem samobieżnym dla osób niepełnosprawnych. Nad basenem sportowym znajduje się opuszczany linowy tor przeszkód Aquacross podwieszony do konstrukcji dachu hali basenowej. Jest on opuszczany okresowo, sterowany przez personel hali basenowej, jako część rekreacyjna sportowej części hali basenowej.
Kompleks saun składa się z baru z pijalnią soków, wypoczywalni cichej i głośnej z panoramą na halę basenów sportowych. W holu komunikacyjnym znajduje się ława z wiadrami do moczenia stóp. We wnętrzu strefy znajdują się 3 sauny suche: sauna typu „ruska bania” sauna fińska, biosauna oraz sauna parowa. W strefie saun znajduje się również obszary przewidziane do schładzania ciała.
W tężni panuje swoisty mikroklimat – temperatura 20 – 24 °C, wilgotność 40 – 60%, wytworzona solanka spływając po gałązkach tarniny pod wpływem ruchu powietrza przechodzi w aerozol bogaty w mikroelementy – wdychane powietrze jest bogate w lecznicze związki soli – zawiera głównie jod – podobnie jak powietrze nad morzem.
Na terenie miasta znajdują się 4 targowiska.

### Przedsiębiorstwo Usług Mieszkaniowych Sp. z o.o.
Przedsiębiorstwo Usług Mieszkaniowych Spółka z o.o. swoją działalność rozpoczęło z dniem 1 stycznia 1993 roku. Utworzono je na bazie powołanego zarządzeniem Prezydenta Miasta Chełma państwowego przedsiębiorstwa użyteczności publicznej, funkcjonującego pod nazwą Miejskie Przedsiębiorstwo Gospodarki Mieszkaniowej Remontów i Usług w Chełmie.
Przedmiotem działania Spółki m.in. jest: zarządzanie i administrowanie nieruchomościami mieszkalnymi i niemieszkalnymi, prowadzenie prac ogólnobudowlanych w zakresie remontów administrowanych substancji mieszkaniowych, utrzymanie porządku i czystości na administrowanych terenach, towarowy transport drogowy, wynajem środków transportu itp.
W chwili obecnej w zarządzie i administracji PUM znajduje się 216 budynków, w tym 103 budynki to budynki Wspólnot Mieszkaniowych.

### Chełmskie Linie Autobusowe Sp. z o.o.
Przedsiębiorstwo utworzone w 1997 w wyniku transformacji Miejskiego Przedsiębiorstwa Komunikacyjnego. Chełmskie Linie Autobusowe Spółka z o.o. prowadzi działalność gospodarczą w zakresie lokalnego transportu zbiorowego, realizując zadania przewozów pasażerskich na terenie miasta Chełm i Gminy Kamień (linia nr 5 w sezonie wiosenno-letnim do Ogródków Działkowych w Józefinie). Przewozy na terenie gminy są realizowane na podstawie porozumienia. Ponadto z działalności statutowych CLA prowadzi usługi w zakresie reklamy w/na autobusach, wynajmu autobusów i pomieszczeń należących do Spółki. CLA obsługuje 12 linii autobusowych: : nr 1, 2, 3, 6, 7, 8, 9, 10, 11, 12, 13 oraz 14.

### Chełmski Klub Sportowy Sp. z o.o.
Chełmski Klub Sportowy został zawiązany 25 maja 2022 na mocy Uchwały Rady Miasta Chełm (Nr LVI/474/22 z dnia 28 kwietnia 2022 r.). Głównym celem działalności Spółki jest: wspieranie rozwoju kultury i sportu na terenie miasta Chełm, tworzenie warunków organizacyjnych sprzyjających rozwojowi sportu, prowadzenia klubów sportowych, sportowa promocja miasta Chełm. Kolejnym kluczowym aspektem działalności Spółki jest rozwój sportu młodzieżowego i dziecięcego. W tym celu powołano dwie akademie: Akademię Piłki Nożnej i Akademię Piłki Siatkowej. Najważniejsze wyzwania i cele Spółki na przyszłość to dalsze pozyskiwanie partnerów oraz sponsorów zewnętrznych, podnoszenie poziomu sportowego i jakości funkcjonowania spółki oraz rozwój sportu dzieci i młodzieży (w tym konsolidacja w ramach tej samej dyscypliny z innymi podmiotami działającymi na terenie Miasta Chełm).

## Bezpieczeństwo

### Ochrona zdrowia
Na terenie Chełma działa Stacja Ratownictwa Medycznego oraz Samodzielny Publiczny Wojewódzki Szpital Specjalistyczny. Funkcjonuje też 8 przychodni prywatnych i 7 przychodni podstawowej opieki zdrowotnej. Czynne są 33 apteki.

### Służby mundurowe
W Chełmie znajduje się Komenda Miejska Policji z siedzibą przy ul. Żwirki i Wigury 20. Miasto posiada także swoją Straż Miejską.
Przy ul. Kolejowej 112 funkcjonuje Zakład Karny typu zamkniętego przeznaczony dla skazanych mężczyzn recydywistów penitencjarnych z oddziałami aresztu śledczego, oddziału typu półotwartego dla mężczyzn i oddziału terapeutycznego dla recydywistów z niepsychotycznymi zaburzeniami psychicznymi lub upośledzonych umysłowo. Pojemność jednostki to 706 miejsc.
Obszarem chronionym przez strażaków Komendy Miejskiej Państwowej Straży Pożarnej w Chełmie jest teren Powiatu Chełmskiego oraz teren Miasta Chełm. W ramach KMPSP funkcjonują w Chełmie 2 jednostki ratowniczo-gaśnicze: przy ul Prymasa Wyszyńskiego 2B i przy ul. Okszowskiej 9.
Przy ul. Kolejowej 89 swój posterunek ma Straż Ochrony Kolei.
Przy ul. Hutniczej znajduje się Oddział Celny podległy Izbie Celnej w Białej Podlaskiej, a przy ul. Trubakowskiej Komenda Nadbużańskiego Oddziału Straży Granicznej imienia 27 Wołyńskiej Dywizji Armii Krajowej. NOSG w Chełmie to największy oddział SG w Polsce, w ramach którego funkcjonuje 20 placówek oraz Ośrodek Strzeżony. Pogranicznicy zaangażowani są w ochronę granicy państwowej o długości 467 km i strzegą części granicy z Republiką Białorusi i Ukrainą.
W mieście stacjonuje 19 Chełmski Batalion Zmechanizowany, który kultywuje tradycję 8. Pułku Ułanów Księcia Józefa Poniatowskiego. 19 ChBZ wchodzi w skład 19 Lubelskiej Brygady Zmechanizowanej. Funkcjonuje też 24.Batalion Lekkiej Piechoty, który podlega pod 2. Lubelską Brygadę Obrony Terytorialnej im. mjr Hieronima Dekutowskiego ps."Zapora".

## Transport

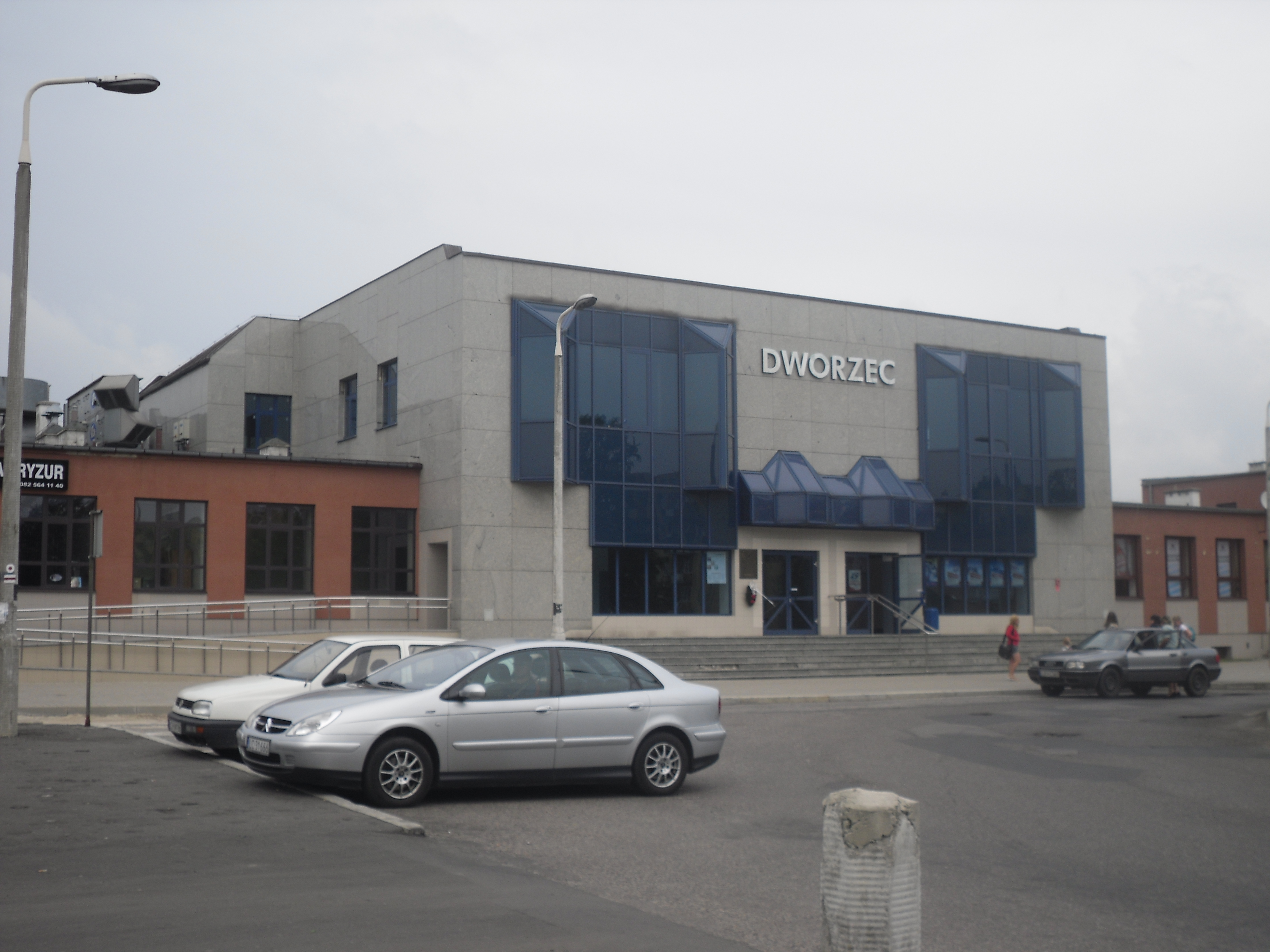
Dworzec kolejowy w Chełmie

Znaczny węzeł drogowy i kolejowy. W mieście krzyżują się drogi krajowe i wojewódzkie:
- DK12: Łęknica – Leszno – Kalisz – Piotrków Trybunalski – Radom – Lublin – Chełm – Dorohusk
- DW812: Biała Podlaska – Włodawa – Chełm – Krasnystaw
- DW843: Chełm – Zamość
- DW844: Chełm – Hrubieszów – Dołhobyczów

Do grudnia 1985 przez miasto przebiegała droga międzynarodowa T12, łącząca miasto z granicą polsko-radziecką oraz Lublinem, Puławami, Radomiem, Piotrkowem Trybunalskim i Łaskiem.
W latach 1958–2021 w mieście funkcjonowało przedsiębiorstwo PKS Chełm, które zapewniało transport pasażerski na trasach regionalnych oraz dalekobieżnych.

### Kolej
W Chełmie funkcjonuje lokomotywownia PKP Cargo, obsługująca przewozy towarowe w okolicy i kolejowe przejście graniczne z Ukrainą w Dorohusku.

### Transport lotniczy
Około 7 km od miasta, w Depułtyczach Królewskich znajduje się akademickie lotnisko Chełm-Depułtycze Królewskie.
W 2011 otwarto sanitarne lądowisko przy ul. Ceramicznej.

## Sport
Hala Sportowa MOSiR-u zlokalizowana jest przy ul. Granicznej 2a. Oficjalnie do użytku została przekazana 9 października 2002 r. Uroczystość otwarcia zaszczycił swoją obecnością Prezydent RP Aleksander Kwaśniewski. Jest to wielofunkcyjny obiekt sportowy przystosowany do rozgrywania zawodów sportowych, przeprowadzania treningów, ćwiczeń gimnastycznych, rehabilitacyjnych.
Największe osiągnięcia sportowe odnieśli: Andrzej Głąb w Seulu w 1988 wywalczył tytuł wicemistrza olimpijskiego, Piotr Jabłoński otrzymał złoty medal podczas mistrzostw świata kadetów w Kanadzie (1991), brązowy podczas mistrzostw świata juniorów w Iranie (1995); dwukrotnie tytuł wicemistrza świata juniorów zdobywał także Dariusz Jabłoński (1990, 1991). Bracia Jabłońscy reprezentowali barwy kraju podczas Igrzysk Olimpijskich w Atlancie, w których uczestniczył również Krzysztof Grabczuk jako sędzia klasy międzynarodowej.
W Chełmie znajdują się 3 kryte pływalnie oraz kąpielisko miejskie Glinianki, sezonowo czynne jest sztuczne lodowisko. W Parku Miejskim przy ul. Armii Krajowej uruchomiono skatepark.

### Zabory
Polityka cara poprzez rusyfikację doprowadziła do degradacji Polski, przede wszystkim oświaty i zdrowotności społecznej. Pijarzy w Chełmie, podbudowani ideami Komisji Edukacji Narodowej, swoją działalnością ratowali Polską oświatę i zdrowotność fizyczną młodzieży. Zakładali kolegia, w których prowadzili ćwiczenia cielesne i wycieczki. Wojny i rewolucja Polskiej Macierzy Szkolnej z 1905 r. doprowadziły do tego, że od 1906 r. kurierzy polskich narodowowyzwoleńczych organizacji – m.in. Towarzystwa Gimnastycznego „Sokół” i Polskiego Towarzystwa Krajoznawczego – podróżowali konspiracyjnie po kraju pod zaborem rosyjskim, w ramach tzw. akcji tworzenia oddziałów na prowincji i rozwijania idei regionalizmu jako budzenie prowincji polskiej do życia samodzielnego we wszystkich dziedzinach (po latach zaborów). W wyniku tych działań w 1908 powstało w Chełmie pierwsze konspiracyjne gniazdo „Sokole” przy Ochotniczej Straży Ogniowej i również w 1908 tworzył się Robotniczy Ruch Sportowy w Chełmie.

### Lata 1918–1939
Najistotniejszą i powszechną instytucją w Chełmie wychowania przez sport stała się szkoła. Obowiązkowe wychowanie fizyczne prowadzone prawidłowo na lekcjach w każdej szkole średniej i powszechnej stało się podstawą rozwoju form kultury fizycznej. Z początkiem 1919 r. z działów lekcji wychowania fizycznego wyrastały w Chełmie dyscypliny sportowe, koła-kluby sportowe. Wiosną 1920 r. powstał pierwszy KS w Chełmie przy 7 Pułku Piechoty Legionów Lekkoatletyczno-Piłkarski Wojskowy KS (WKS 7pp. Leg.), natomiast pierwsze Szkolne Koło Sportowe „Zdrów” w 1923, w pierwszy robotniczy KS w 1929 r. jako KS Kolejowe Przysposobienie Wojskowe (KS KPW).

### Po roku 1944
Klub Sportowy Związku Zawodowych Kolejarzy „Kolejarz” Chełm działał w latach 1945–1955 (przy PKP), tworzony na przełomie 1944/1945, został powołany-zatwierdzony oficjalnie 2 kwietnia 1945, w oparciu o drużynę piłki nożnej (właściwie był reaktywowany na bazie Klubu Sportowego Kolejowego Przysposobienia Wojskowego utworzonego w 1929 też przy PKP w Chełmie) – był pierwszym robotniczym klubem sportowym działającym w Polsce Ludowej na terenie Chełma.

### Sportowcy chełmscy
- Andrzej Głąb: zapasy styl klasyczny:

1988 r. Seul, Igrzyska Olimpijskie, srebrny medal;
1987 r. zdobywca Pucharu Świata.
- Dariusz Jabłoński: zapasy styl klasyczny:

1996 r. Atlanta, Igrzyska Olimpijskie 8. miejsce.
1997 r. Finlandia, Mistrzostwa Europy Seniorów, złoty medal.
2000 r. Sydney, Igrzyska Olimpijskie, eliminacje.
2003 r. Francja, Mistrzostwa Świata Seniorów, złoty medal.
- Piotr Jabłoński: zapasy styl klasyczny:

1991 r. Kanada, Mistrzostwa Świata Kadetów, złoty medal.
1996 r. Atlanta, Igrzyska Olimpijskie, eliminacje.
- Jakub Kremski: modelarstwo wodno–lotnicze

1993 r. Jezioro Kierskie koło Poznania, Mistrzostwa Świata Modeli Żaglowych medal brązowy w kl. F5E junior;
1995 r. Xanten Niemcy, Mistrzostwa Świata Modeli Żaglowych medal srebrny w kl. F5E junior;
1997 r. Iława Polska, Mistrzostwa Świata Modeli Żaglowych medal srebrny kl. F5E junior i medal brązowy kl. F5M junior.
- Barbara Szpindowska: zapasy styl klasyczny:

2002 r. Bułgaria, Mistrzostwa Europy Kadetek, srebrny medal (pierwszy medal kobiety zapaśniczki).
- Stanisław Górak: lekkoatleta rzut oszczepem:

1978 r. Kanada Uniwersjada, brązowy medal.
- Grażyna Siewierska: lekkoatletka sprinterka:

1973 r. Duisburg NRF, Mistrzostwa Europy Juniorów, brązowy medal w sztafecie.
- Jadwiga Czapka: lekkoatletka skok w dal:

1967 r. Olsztyn, Mistrzostwa Polski Juniorów, złoty medal wynikiem 5,82 m (był to pierwszy złoty medal i tytuł dla Chełma).
- Jolanta Soczyńska: lekkoatletka sprinterka:

1990 r., bieżnia 100 m. Mistrzostwa Polski Seniorek, srebrny medal,
1991 r., hala 60 m. Mistrzostwa Polski Seniorek, srebrny medal,
1991 r. bieżnia 200 m. Mistrzostwa Polski Seniorek, brązowy medal.

#### Sportowcy pochodzący z Chełma
- Marian Zieliński (podnoszenie ciężarów): Igrzyska Olimpijskie:

1956 Melbourne, 1960 Rzym, 1964 Tokio i
1968 Meksyk, trzy brązowe medale.
- Andrzej Tomza (strzelectwo sportowe): Igrzyska Olimpijskie 1960 Rzym.
- Janusz Wichowski (koszykówka): Igrzyska Olimpijskie 1960 Rzym i 1964 Tokio
- Krzysztof Pytel (szachista): Mistrz Międzynarodowy.

### Kluby sportowe
Lista klubów sportowych działających na terenie miasta:
- lekkoatletyka: Miejski Klub Sportowy „Agros” Chełm, Młodzieżowy Klub Lekkoatletyczny Chełm
- zapasy: Miejski Klub Sportowy „Cement Gryf” Chełm
- piłka nożna: Chełmski Klub Sportowy Chełmianka Chełm, Uczniowski Klub Sportowy „Niedźwiadek”, Uczniowski Klub Sportowy „Champion Chełm”, Uczniowski Klub Sportowy Akademia Futbolu Chełm
- ogólnorozwojowe: Chełmskie Towarzystwo Krzewienia Kultury Fizycznej, Miejski Szkolny Związek Sportowy
- tenis stołowy: Klub Sportowy „Ogniwo” Chełm
- szachy: Miejski Klub Sportowy „Agros” Chełm
- siatkówka: Chełmski Klub Sportowy Chełm, Uczniowski Klub Sportowy „Tempo”
- badminton: Międzyszkolny Uczniowski Klub Sportowy „UKS 5 Chełm”
- taniec: Uczniowski Klub Sportowy Rytm Chełm, Estrada Dziecięca Stowarzyszenie Przyjaciół Tańca w Chełmie
- karate: Klub Kyokushin-Kan Karate Do, Klub Karate Kyokushin „Kanku” w Chełmie, Chełmski Klub Karate Kyokushin w Chełmie
- strzelectwo sportowe: Międzyszkolny Klub Sportowy Dragon Chełm
- boks: Klub Bokserski „Bastion Chełm”, Stowarzyszenie Młodzieżowy Klub Sportowy Olimp Chełm
- judo: Międzyszkolny Klub Sportowy Judo Chełm
- cross trening: Fabryka Sportu Chełm, Fundacja Na Rzecz Upowszechniania Kultury Fizycznej i Sportu „Crossfitter”
- rajdy samochodowe: Automobilklub Chełmski

## Polityka
Obok administracji miasta na prawach powiatu, siedzibę w Chełmie ma także powiat chełmski. Delegatura Lubelskiego Urzędu Wojewódzkiego znajduje się w budynku byłej Dyrekcji Kolei Państwowych.
Posłowie VII kadencji z Chełma:
- Grzegorz Raniewicz (PO)
- Beata Mazurek (PiS)
- Franciszek Jerzy Stefaniuk (PSL)
- Zbigniew Matuszczak (SLD)

Posłowie VIII kadencji z Chełma:
- Beata Mazurek (PiS) – do 28 maja 2019
- Grzegorz Raniewicz (PO)

Posłowie IX kadencji z Chełma:
- Anna Dąbrowska-Banaszek
- Krzysztof Grabczuk

Senatorowie X kadencji Senatu z Chełma:
- Józef Zając

Deputowani do Parlamentu Europejskiego IX kadencji z Chełma:
- Beata Mazurek (PiS)

### Organizacje pozarządowe

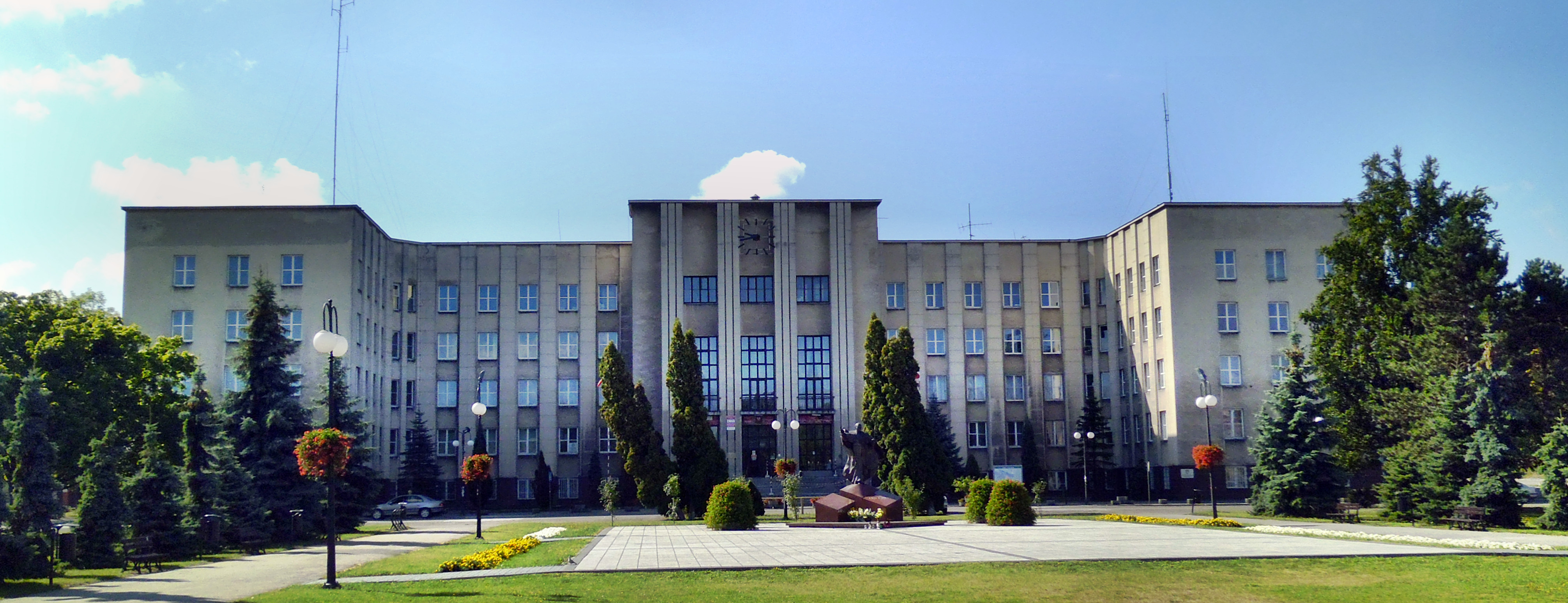
Gmach Dyrekcji, obecnie siedziba Starostwa Powiatowego przy placu Niepodległości

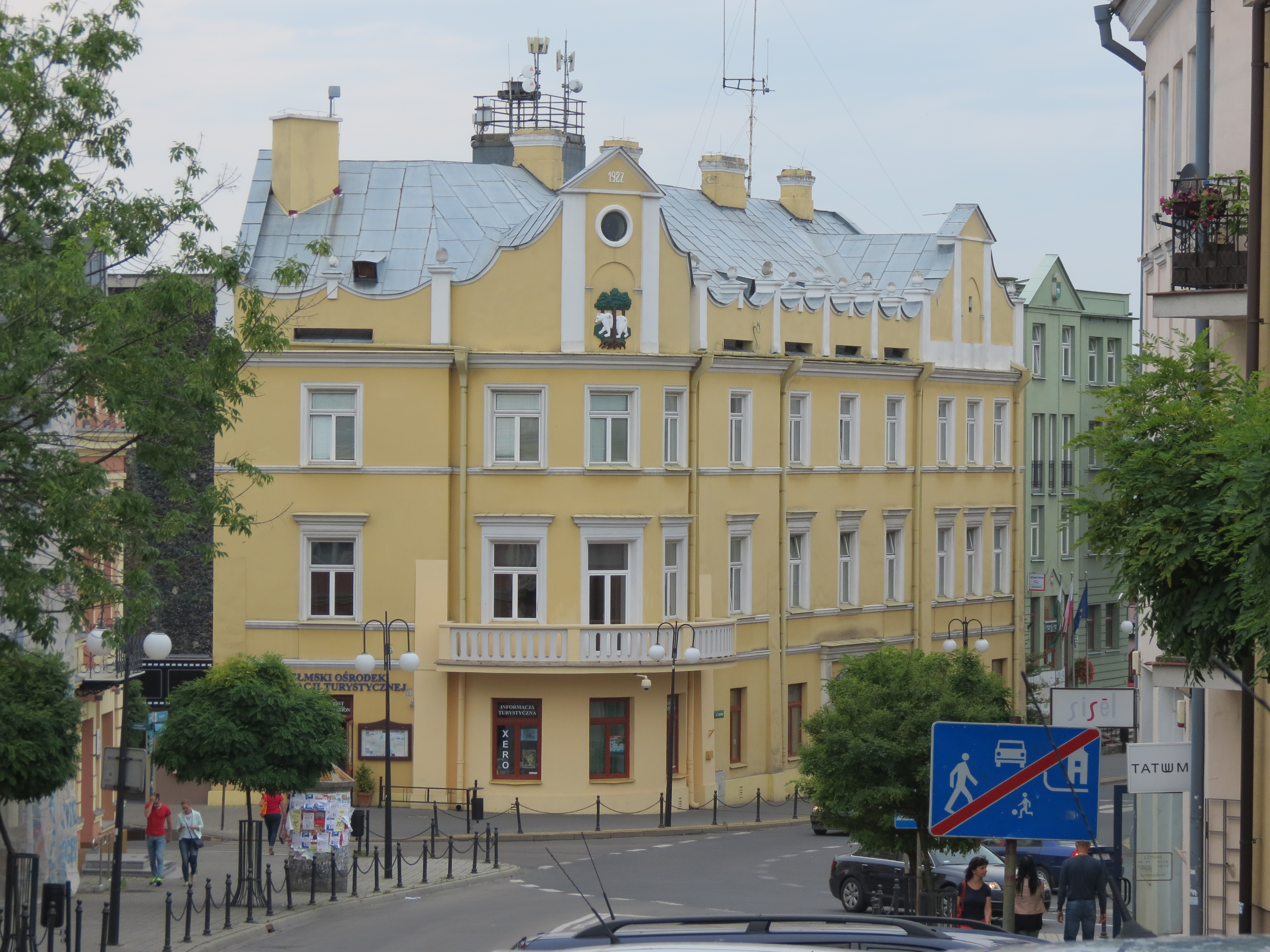
Neorenesansowy Magistrat Miejski z attykami i herbem miasta

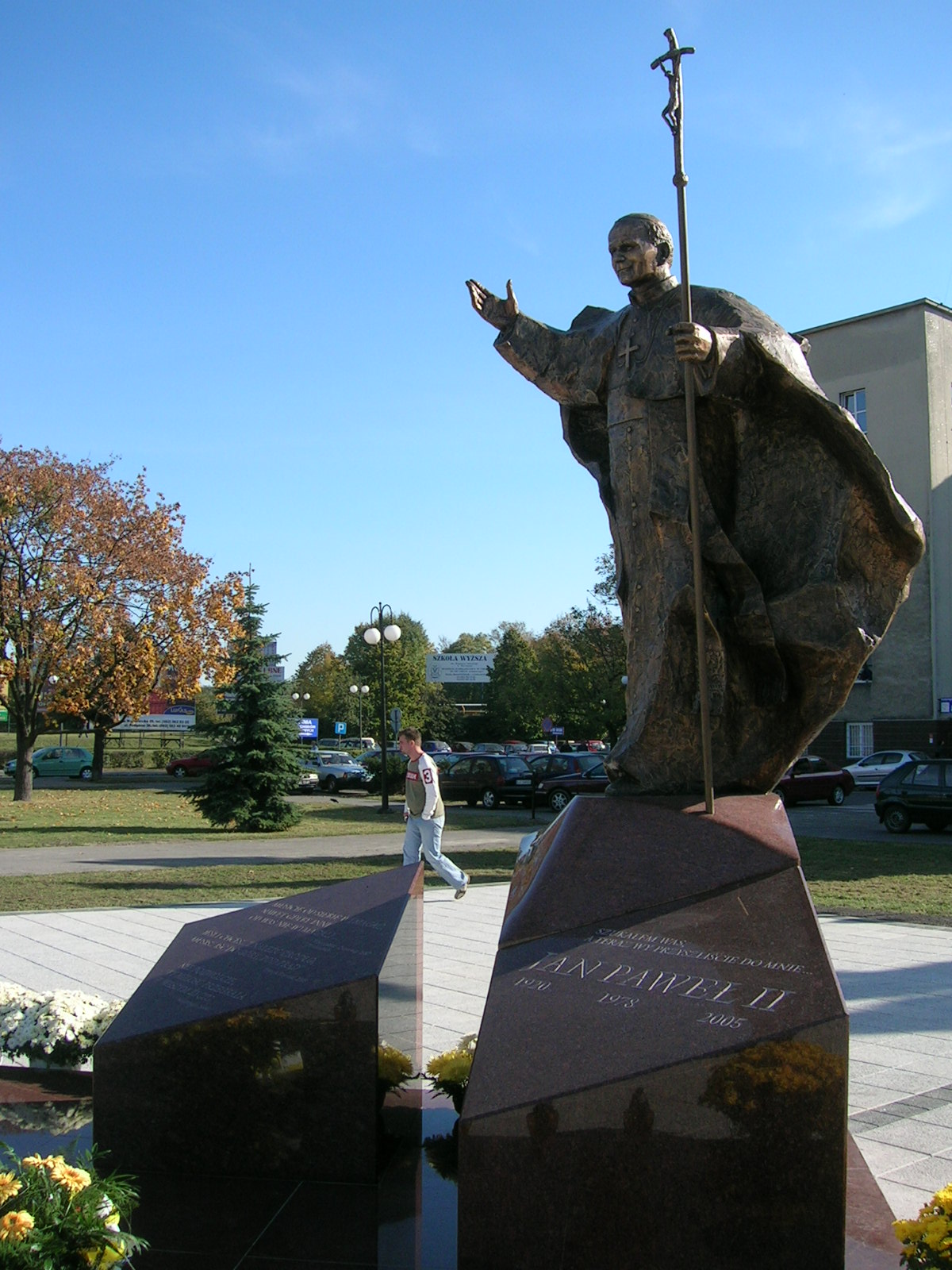
Pomnik Jana Pawła II autorstwa Krystyny Fałdygi-Solskiej odsłonięty w 2006 na pl. Niepodległości

Do wielokulturowej przeszłości Chełma nawiązuje swoimi projektami stowarzyszenie Miasteczko, a chełmskie oddziały Ligi Ochrony Przyrody i Towarzystwa Krzewienia Kultury Fizycznej wygrały w 2004/2005 roku konkursy o dotacje na programy edukacji ekologicznej z Wojewódzkiego Funduszu Ochrony środowiska.
Tradycje Polaków z Kresów Wschodnich, którzy przybyli do Chełma po II wojnie światowej, kultywują Towarzystwo Rodzin Kresowych oraz Nadbużańskie Towarzystwa Kultury, które to organizacje założone zostały przez poetę i działacza społecznego, Krzysztofa Kołtuna.
Aktywnością wykazuje się także, założone 4 grudnia 2004, Stowarzyszenie Rocznik Chełmski. Jednym z głównych celów statutowych tej organizacji jest promocja miasta i historycznej ziemi chełmskiej poprzez wydawanie Rocznika Chełmskiego i Biblioteki Rocznika Chełmskiego oraz organizowanie konferencji naukowych i popularnonaukowych we współpracy z Uniwersytetem w Łucku. Stowarzyszenie współpracuje także z Uniwersytetem w Czerniowcach. Stowarzyszenie to wydało w 2007 dwujęzyczny (w języku polskim i częściowo ukraińskim) tom 11 Rocznika Chełmskiego oraz pracę doktorską Pawła Kiernikowskiego zatytułowaną Miasto Chełm w okresie międzywojennym (1918–1939) jako tom 1 serii wydawniczej Biblioteka Rocznika Chełmskiego; w 2008 r. – tom 12. Rocznika Chełmskiego oraz – jako tom 2. Biblioteki Rocznika Chełmskiego – pracę doktorską Witolda Sulimierskiego pt. Oświata i życie kulturalno–społeczne Chełma w latach 1864–1939; w roku 2009 – tom 13 Rocznika Chełmskiego i pracę Andrzeja Rybaka pt. Stalag 319. Międzynarodowy obóz jeniecki w Chełmie w latach 1941–1944 jako tom 3 Biblioteki Rocznika Chełmskiego; w roku 2010 – tom 14 Rocznika Chełmskiego oraz, jako tom 4 Biblioteki Rocznika Chełmskiego pracę pióra Longina Jana Okonia zatytułowaną Historia literatury Ziemi Chełmskiej 1505–2010 uzupełniona szkicami; w roku 2011 – tom 15 Rocznika Chełmskiego, pracę gen. dr Jacka Pomiankiewicza pt. Dzieje więzienia w Chełmie jako tom 5 Biblioteki Rocznika Chełmskiego oraz jako tom 1 nowej serii wydawniczej „Źródła”, opracowany i przygotowany do druku przez dr Andrzeja Rybaka Dziennik wojenny Zenona Waśniewskiego; w 2012 r. – tom 16 Rocznika Chełmskiego oraz pracę dr Dominiki Staszczyk pt. Doświadczanie historii na pograniczu kulturowym. Historiografia Chełma (do 1939 r.) jako t. 6 Biblioteki Rocznika Chełmskiego; w roku 2013 – tom 17 Rocznika Chełmskiego; w roku 2014 – t. 18 Rocznika Chełmskiego; w roku 2015 – t. 19 Rocznika Chełmskiego; w roku 2016 – t. 20 Rocznika Chełmskiego; w roku 2017 – t.21 – Rocznika Chełmskiego; w roku 2018 – t. 22 Rocznika Chełmskiego oraz pracę Adama Puławskiego pt. Wobec „niespotykanego w dziejach mordu”. Rząd RP na uchodźstwie, Delegatura Rządu RP na Kraj, AK a eksterminacja ludności żydowskiej od „wielkiej akcji” do powstania w getcie warszawskim jako t. 7 Biblioteki Rocznika Chełmskiego; w roku 2019 – t. 23 Rocznika Chełmskiego; w roku 2020 – t. 24 Rocznika Chełmskiego oraz w roku 2021 – t. 25 (jubileuszowy) Rocznika Chełmskiego. W 2022 roku pojawiło się kolejne wydanie Rocznika Chełmskiego tom 26 a w 2023 roku 27 tom.Ponadto w roku członkowie Zarządu Stowarzyszenia Rocznik Chełmski w ostatnich latach brali udział w międzynarodowych sympozjach i sesjach naukowych zorganizowanych m.in. przez Instytut Pamięci Narodowej, Polską Fundację Kościuszkowską, Konsulat Generalny Ukrainy, Chełmskie Towarzystwo Naukowe, Towarzystwo Wiedzy Obronnej.

## Turystyka i rekreacja

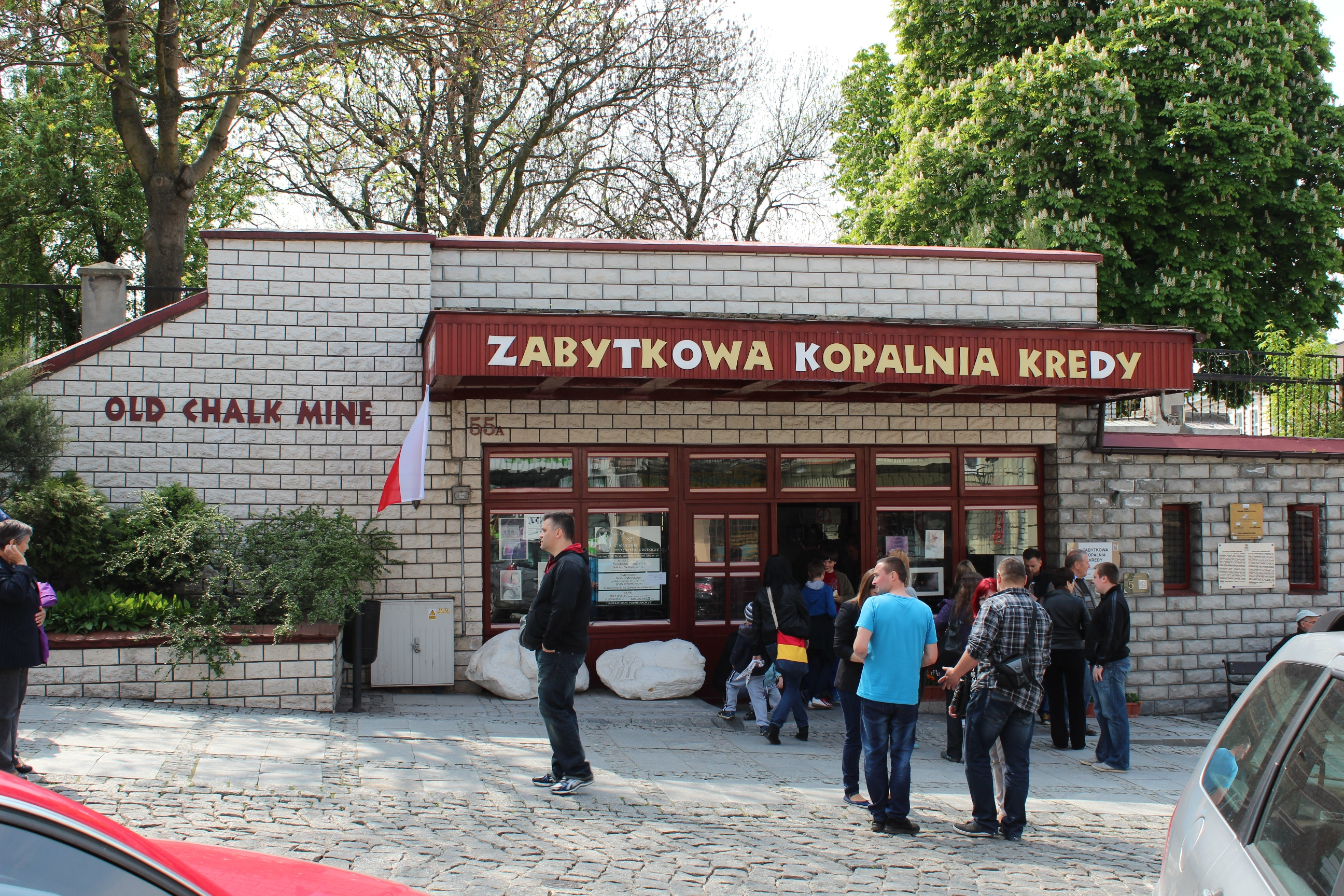
Podziemia kredowe w Chełmie – wejście do muzeum kopalni kredy

### Infrastruktura
Miasto znajduje się na przygraniczu polsko–ukraińskim i leży na ważnej trasie łączącej Ukrainę z Polską. W Chełmie znajduje się 13 miejsc świadczących usługi noclegowe oraz Chełmski Ośrodek Informacji Turystycznej przy Urzędzie Miasta.
Organizacjami oferującymi informację turystyczną są: Informacja Turystyczna w Chełmie, Oddział PTTK im Kazimierza Janczykowskiego w Chełmie, Chełmskie Podziemia Kredowe, Chełmski Klub Cyklistów PTTK.

### Szlaki turystyczne
W granicach miasta znajduje się las Borek z oznakowaną kolorem zielonym ścieżką rowerową:
- "Ścieżka rowerowa BOREK[142]" - 6 km (utworzona przez Piotra Zaborskiego - Prezesa Chełmskiego Klubu Cyklistów PTTK)
- "Południowe Panoramy Chełma[143]" - długość ponad 30 km (Przebieg: Chełm – Strupin Duży – Depułtycze Królewskie – Depułtycze Nowe – Zagroda – Uher – Weremowice – Żółtańce – Zawadówka – Chełm)
- "Uroki Sobowickie[144]" - ok. 27 km.
- "Szlak młynów i wiatraków[145]" - bardzo malownicza trasa o długości 78 km
- "Wschodni Szlak Rowerowy Green Velo[146]" - mający blisko 2000 km długości, to najdłuższa trasa rowerowa w Polsce i przebiega przez Chełm.

W lesie Kumowa Dolina znajduje się nieoficjalna trasa rowerowa o charakterze wyczynowym.
Przez miasto przechodzą 3 szlaki piesze: niebieski, czerwony i zielony. Kilka szlaków przebiega przez atrakcyjne krajobrazowo obszary ziemi chełmskiej. Na terenie miasta wyznaczono dwie ścieżki spacerowe oznakowane kolorem czerwonym i zielonym
- Ścieżka spacerowa szlakiem chełmskich zabytków architektury – ok. 2 km. Trasa obejmuje 11 najcenniejszych obiektów zabytkowych.
- Ścieżka spacerowa szlakiem chełmskich pomników przyrody – ok. 6 km. Trasa obejmuje 12 przystanków z pomnikami i obiektami przyrodniczymi Chełma.
- Szlak Rezerwatów Przyrody – zielony, długość 101,3 km.
- Szlak Bagien i Moczarów – niebieski, długość około 45 km.
- Szlak I Korpusu Pancernego – czerwony, długość 45,6 km
- Szlak wyżynny wschodni – czerwony, długość 90 km

### Figurki Miejskie - Tropem Misia Chełmisia

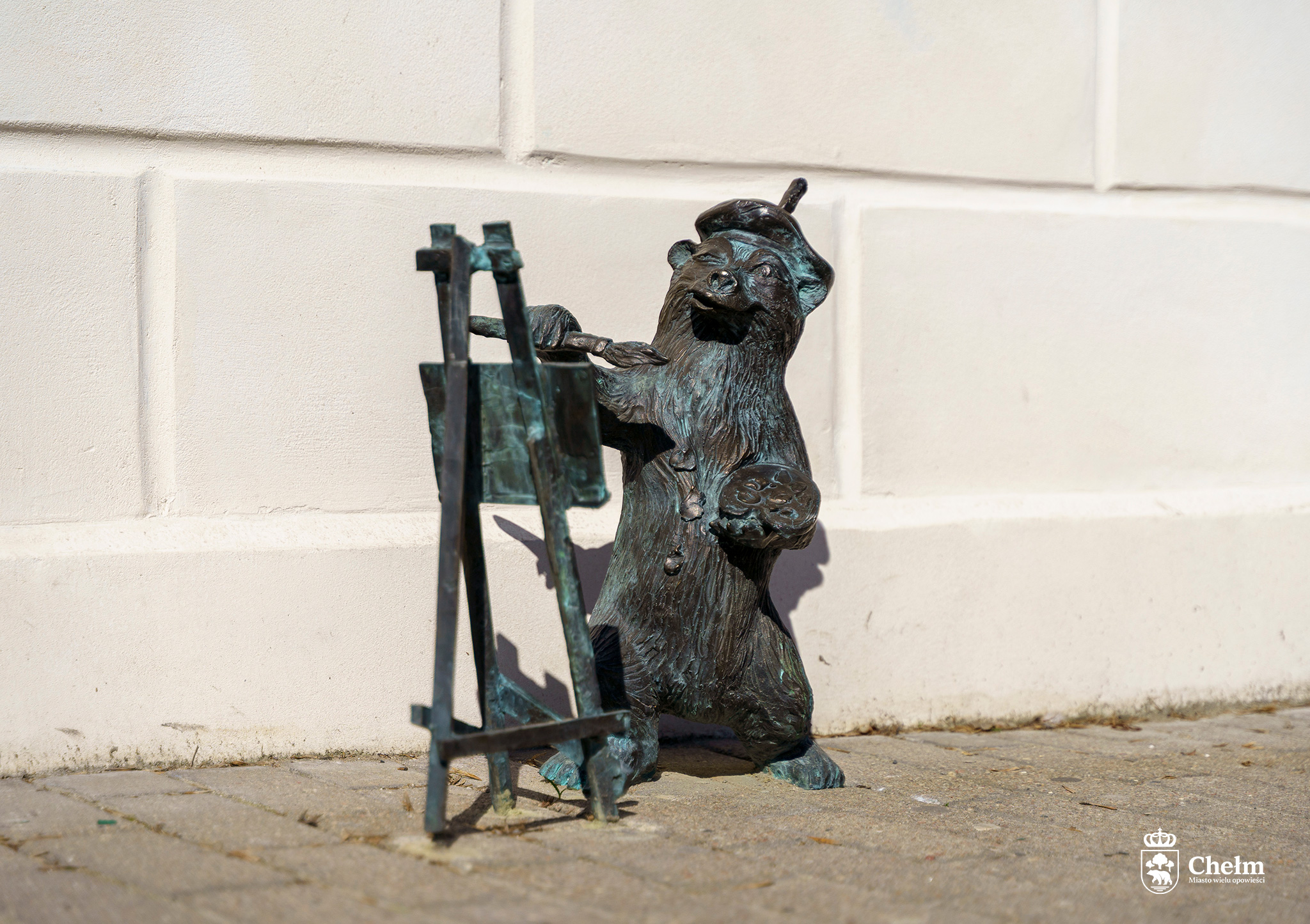
Miś artysta - przy Muzeum, ul. Lubelska 57

Seria niewielkich figurek przedstawiających niedźwiedzie, które stały się charakterystycznym elementem folkloru i symboliki miasta. Figurki te nawiązują do lokalnych legend, historii oraz tradycji rzemieślniczych regionu.

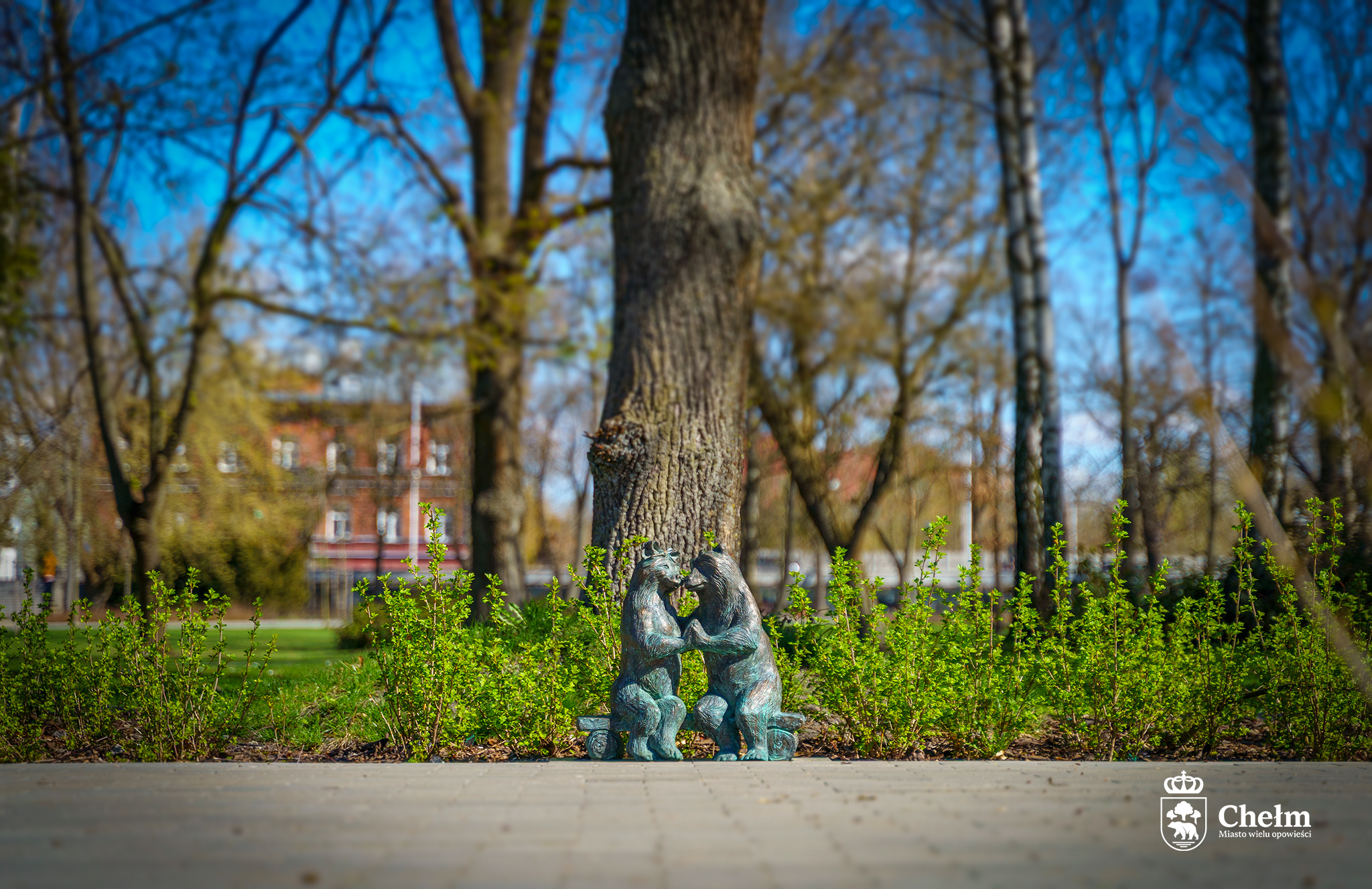
Para Miśków przy ławce - w Parku Miejskim

Inspiracją do stworzenia figurek była legenda o białym niedźwiedziu, który według lokalnych podań miał zamieszkiwać okolice Góry Chełmskiej i być strażnikiem podziemnych skarbów. Współczesna wersja tej opowieści łączy się również z postacią ducha Bielucha – ducha opiekuńczego Chełma, który często bywa przedstawiany właśnie w postaci niedźwiedzia.
Lista figurek:

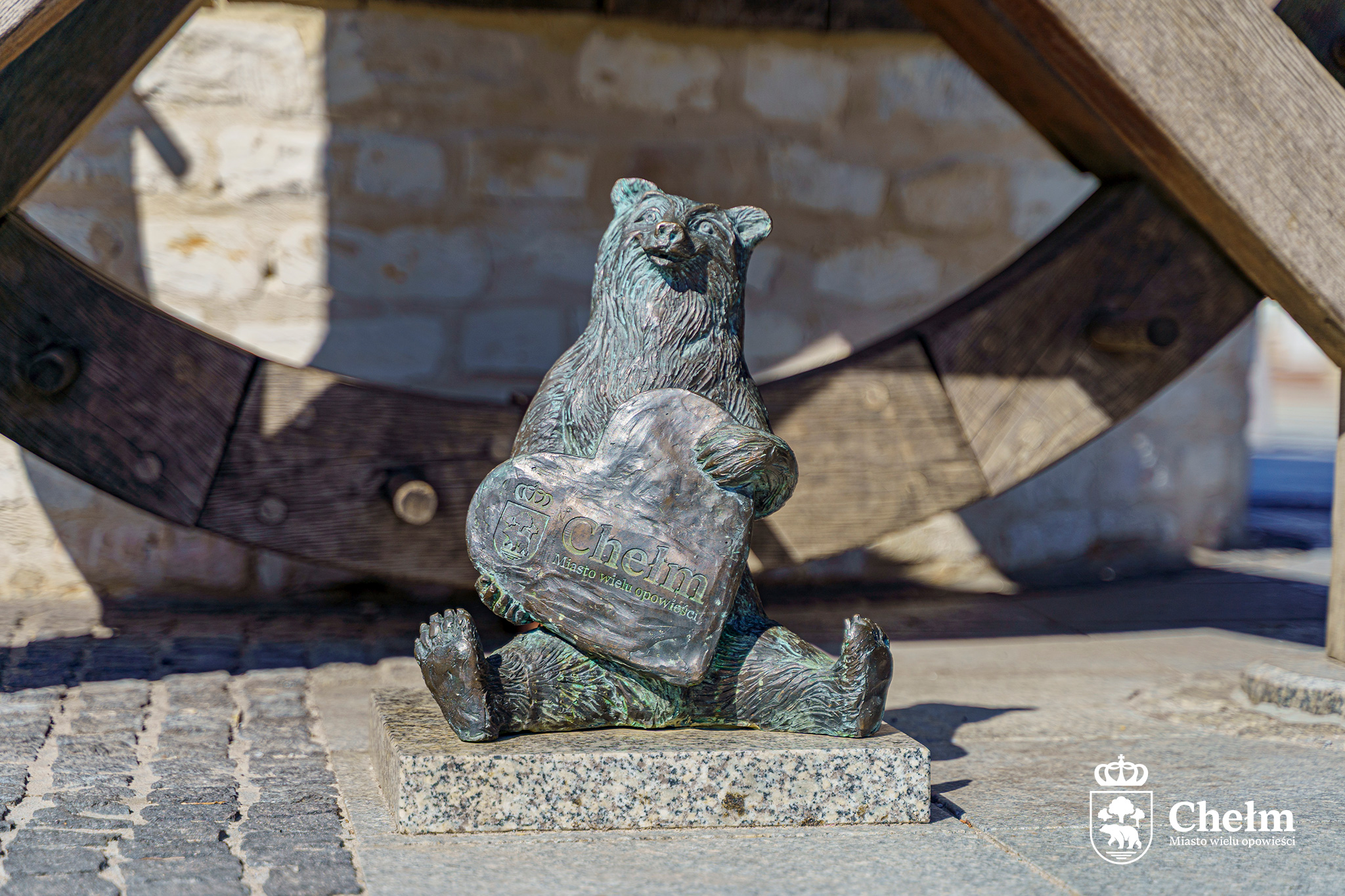
Miś z sercem: "Chełm Miasto Wielu Opowieści"

- Ubrany w przedwojenny tużurek - Gmach, Plac Niepodległości 1
- Miś z gitarą - Chełmski Dom Kultury, Plac Tysiąclecia Państwa Polskiego 1
- Młoda para – dwa niedźwiadki - Pałac Kretzschmarów, ul. Pocztowa 50
- Miś z książką - Chełmska Biblioteka Publiczna, ul. Partyzantów 40
- Przebrany za ducha Bielucha - Chełmskie Podziemia Kredowe, ul. Lubelska 55A
- Z parasolką - Fontanna, Plac Gdański
- W garniturze z teczką - Urząd Miasta Chełm, ul. Lubelska 65
- Z kołem ratunkowym - Chełmski Park Wodny, ul. Lubelska 133A
- Z noszami – dwa niedźwiadki - Szpital, ul. Ceramiczna 1
- Konduktor z gwizdkiem i znakownikiem - Plac Dworcowy
- Podróżnik z walizką - stacja Chełm Miasto przy ul. Lubelskiej
- Sportowiec z piłką - przy hali MOSiR
- Miś Temida - przy Sądzie Rejonowym, al. Żołnierzy I AWP
- Turysta z plecakiem - przy COIT, ul. Lubelska
- Straganiarz z koszem - na placu Kupieckim
- Miś artysta - przy Muzeum, ul. Lubelska 57
- Miś Rowerzysta - przy bulwarze wzdłuż rzeki Uherki
- Miś z sercem: „Chełm Miasto Wielu Opowieści” - na Placu Łuczkowskiego
- Para Miśków przy ławce - w Parku Miejskim

## Miasta partnerskie
| Miasta partnerskie Chełma | Miasta partnerskie Chełma | Miasta partnerskie Chełma |
| Miasto                    | Państwo                   | Rok                       |
| ------------------------- | ------------------------- | ------------------------- |
| Kowel                     | Ukraina                   | 1996                      |
| Morlaix                   | Francja                   | 1997                      |
| Knoxville                 | Stany Zjednoczone         | 1998                      |
| Utena                     | Litwa                     | 1998                      |
| Sindelfingen              | Niemcy                    | 2001                      |
| Łuck                      | Ukraina                   | 2012                      |
| Ozurgeti                  | Gruzja                    | 2022                      |
| Mikołajów                 | Ukraina                   | 2022                      |
| Beit - Sahour             | Palestyna                 | 2022                      |
| Fondi                     | Włochy                    | 2023                      |
| Kamieniec Podolski        | Ukraina                   | 2025                      |
| Betlejem                  | Palestyna                 | 2025                      |

## Odznaczenia
- Order Odrodzenia Polski I klasy (1974)[150]